# Plopsaland Belgium
Pour les articles homonymes, voir Plopsaland.
Plopsaland Belgium, anciennement Plopsaland De Panne ou Plopsaland La Panne, est un parc d'attractions belge situé à Adinkerque dans la commune de La Panne, dans la Province de Flandre-Occidentale. Le parc est ouvert sous ce nom depuis le 29 avril 2000. Avant cette date, il se nommait Meli Park.

## Histoire

### Meli Park
Créé en 1935, Meli Park est fondé par un fabricant de miel, Alberic-Joseph Florizoone. Le thème du parc est alors les abeilles et le monde de l'apiculture. Dans les années 1990, le parc perd son image et les visiteurs le boudent peu à peu. La famille Florizoone décide de vendre en 1999 à Studio 100.

### Plopsaland

Logo du parc utilisé de 2000 à 2004.

Le 29 avril 2000, le parc ouvre ses portes avec de nombreux changements et de nouveaux aménagements par rapport à Meli Park comme l'ajout d'un nouveau restaurant sous forme d'un champignon géant. L'un des principaux changements est la réhabilitation de l'attraction Apirama : les abeilles ont laissé place aux lutins de la série à succès Kabouter Plop. Cette attraction est rebaptisée la Forêt de Plop. En juillet, les dirigeants comptabilisent 33 % de visiteurs de moins que dans leurs prévisions.
La saison suivante (2001), le parc corrige de nombreux défauts, le parking est agrandi et le restaurant Stove Wizzy ouvre ses portes afin de répondre à la demande. La même année, les fontaines dansantes et les attractions Balloon Race et Storm op zee (tempête en mer) font leur apparition dans le parc.
En 2002, à la suite d'une enquête auprès des visiteurs, les tracteurs (anciennement tracteurs de Big et Betsy) font leur arrivée sur le parc.
En 2004, de nouvelles montagnes russes de type E-Powered sont inaugurées : Draak (le dragon). Le constructeur allemand Mack Ride est aux commandes de cette nouveauté qui prend place dans une nouvelle zone moyenâgeuse. Le parcours serpente au-dessus de cette nouvelle zone et autour du parcours de bûches Troncs d'arbres. Cette extension du parc comprend également une nouvelle boutique, un snack ainsi qu'un bloc sanitaire. Avec cet investissement, le groupe Plopsa prend un nouveau tournant en cherchant à proposer des attractions familiales et ainsi prouver qu'il n'est pas qu'un « parc pour enfants ». La fréquentation atteint cette saison un total de 781 000 visiteurs.

Logo employé par le parc de 2005 à 2008.

Lors de la saison 2005, le parc propose entre autres un nouveau spectacle en compagnie de la mascotte Bumba pour les plus petits. Les plus jeunes peuvent se laisser aller à quelques pas de danse avec l'ajout d'une discothèque junior. Le parc y diffuse ses produits maisons tel que les K3, Spring… Une attraction de type Fire Brigade du constructeur Zamperla est également ajoutée dans la zone Samson et Gert. La même année, le logo change et depuis lors, le parc d'attractions Plopsaland est appelé à se conjuguer aux autres parcs du groupe Plopsa : Plopsa Indoor et Plopsa Coo.
En 2006, le parc investit dans de grandes nouveautés : l'attraction SuperSplash, des montagnes russes aquatiques du constructeur Mack Rides, ainsi que la nouvelle zone pirate du parc. Des petits bateaux tamponneurs en eau peu profonde rejoignent la zone et l'attraction Tempête en mer est déplacée pour l'occasion. La seconde nouvelle attraction de l'année 2006 est un Star Flyer d'environ 70 mètres de haut qui s'appelle Spring Flyer, renommé ROX Flyer en 2013. Ces deux grands ajouts sont alors uniques en Belgique. Le musée K3 ouvre cette même année. Les 10 et 11 juin 2006, une grande fête est donnée pour le dixième anniversaire de Studio 100. La fréquentation se chiffre à 750 000 visiteurs en fin de saison.
L'année 2007 se concentre sur les petits enfants. Plop Garden (le jardin de Plop) est rénové avec trois nouvelles attractions : La Ronde des canards, Les Grenouilles et Les Petits lapins. Certains nouveaux points de restauration sont également ajoutés comme Plops IJskraampje (crème glacée), Fred Corner (popcorn, crêpes, gaufres et glaces), Croustillons (beignets hollandais), Pannenkoekenhuisje (crêperie) et Spring Mobile (glaces, pop-corn et barbes à papa). C'est aussi cette année que Plopsaland ouvre une partie de l'hiver pour les fêtes de fin d'année. La fréquentation est en hausse de 13 % cette saison avec un total de 850 000 visiteurs.

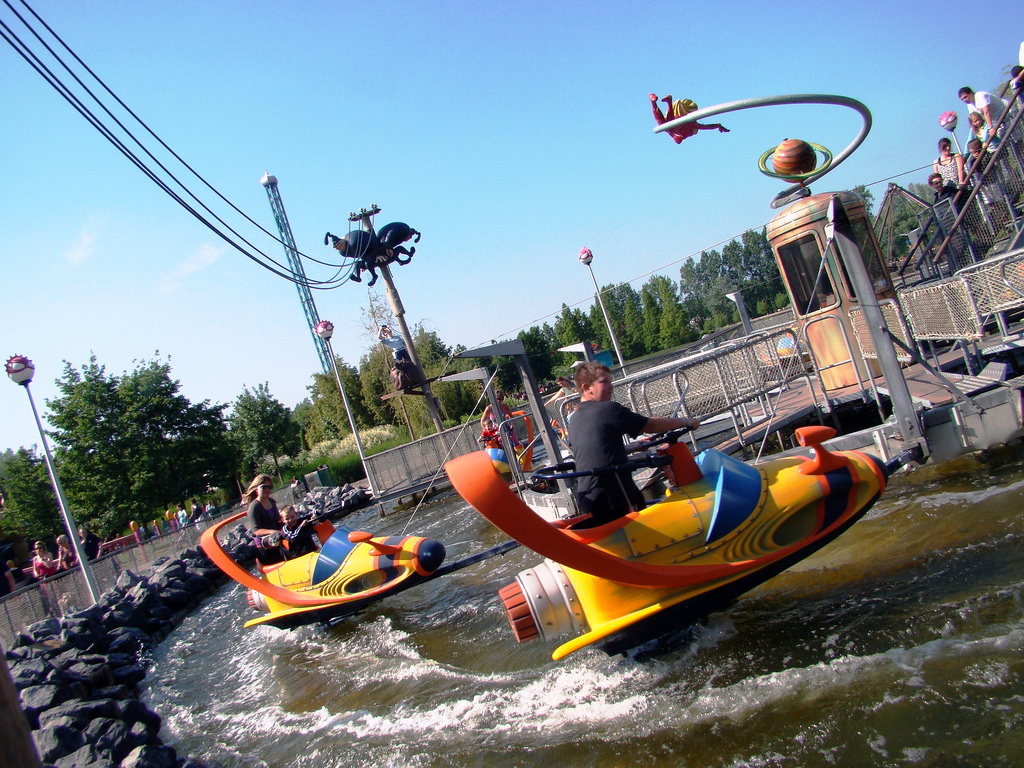
Mega Mindy jetski.

En 2008, le parc est en partie rénové. Quatre nouvelles attractions s'ajoutent : les jetski et les vélos volants Mega Mindy. Pour les plus jeunes, une petite aire de jeux à côté de la forêt de Plop est construite : Bumba The Playground. En outre, un petit carrousel, version plus petite du Carrousel, est inauguré. L'attraction K3 Roller Skater est modifiée pour que le public ait l'impression d'être aussi petit que Wizzy et Woppy.
À l'entrée de l’ancienne zone conte de fées, un petit bâtiment est transformé en lieu de souvenir en hommage à Meli Park. Les promeneurs peuvent y retrouver quelques abeilles de l'ancien Apirama (maintenant la forêt de Plop) et des automates de l'ancien Pays des Contes de Fées.
En juin 2008, la nouvelle entrée sous forme d'une porte haute de douze mètres entrouverte fait son apparition. Cette nouvelle place d'entrée avec la grande porte est la dernière étape de la profonde restructuration du parc Plopsaland qui permet la transformation de l'ancien Meli Park en Plopsaland. Cette construction s'ouvre sur le nouveau Plopsa Boulevard, une rue couverte où le public trouve les nouveaux services à la clientèle et le plus grand magasin Studio 100 du Benelux. La nouvelle entrée qui revient à six millions d'euros se présente comme une pièce maîtresse, entourée de six stèles portant les statues dorées des principaux personnages de Studio 100 de l'époque : Samson, Plop, Pat le Pirate, Bumba, Woppy et Mega Mindy.

Logo utilisé de 2009 à 2011.

En 2009, sur le fond du logo, des rails de montagnes russes se référant à la nouvelle attraction Anubis The Ride sont ajoutés. Le 4 avril 2009, Plopsaland ouvre sa dixième saison avec l'arrivée d'Anubis The Ride, du fabricant Gerstlauer. Les montagnes russes se composent d'un lanceur horizontal où les chariots sont propulsés en deux secondes à 90 kilomètres par heure puis envoyés verticalement à 34 mètres de haut. L'attraction comporte trois inversions. La station de l'attraction est, en outre, une réplique de l'édifice réel Anubis The Ride à 2/3 de la taille réelle, rendant le visiteur l'impression qu'il se promène dans la série réelle. Le nombre de visiteurs recensés en cette saison est de plus d'un million.

Logo employé par Plopsaland depuis 2012.

À l'été 2011, une immense salle couverte décorée d'après le personnage de Maya l'abeille est inaugurée. Cette salle dispose de dix nouvelles attractions, deux restaurants à thème et une boutique. En outre, le restaurant M. Spaghetti sur la place du village est démoli pour faire place à Mayaland et reconstruit, mais cette fois aux côtés de Mayaland avec un style beaucoup plus approprié. Les bateaux de la forêt de Plop sont quant à eux entièrement rénovés. Ils sont 1,2 million visiteurs en 2011.
En 2012, un théâtre de 1 750 spectateurs pour 5 millions d'euros prend la place du restaurant De Vergulde Fazant (le faisan doré), datant de l'époque de Meli Park. Doté d'un caractère polyvalent, ses tribunes se meuvent pour faire place à un restaurant événementiel pour 750 invités,.
En 2013, une nouvelle zone basée sur le thème de Vic le Viking (Wickieland) est inaugurée avec deux nouvelles attractions, un restaurant snack et un magasin. La première attraction est de type Splash Battle et se nomme Wickie The Battle. La seconde attraction se nomme La grande vague et est de type Disk'O Coaster. Ils sont 1,2 million à visiter le parc de loisirs cette saison.

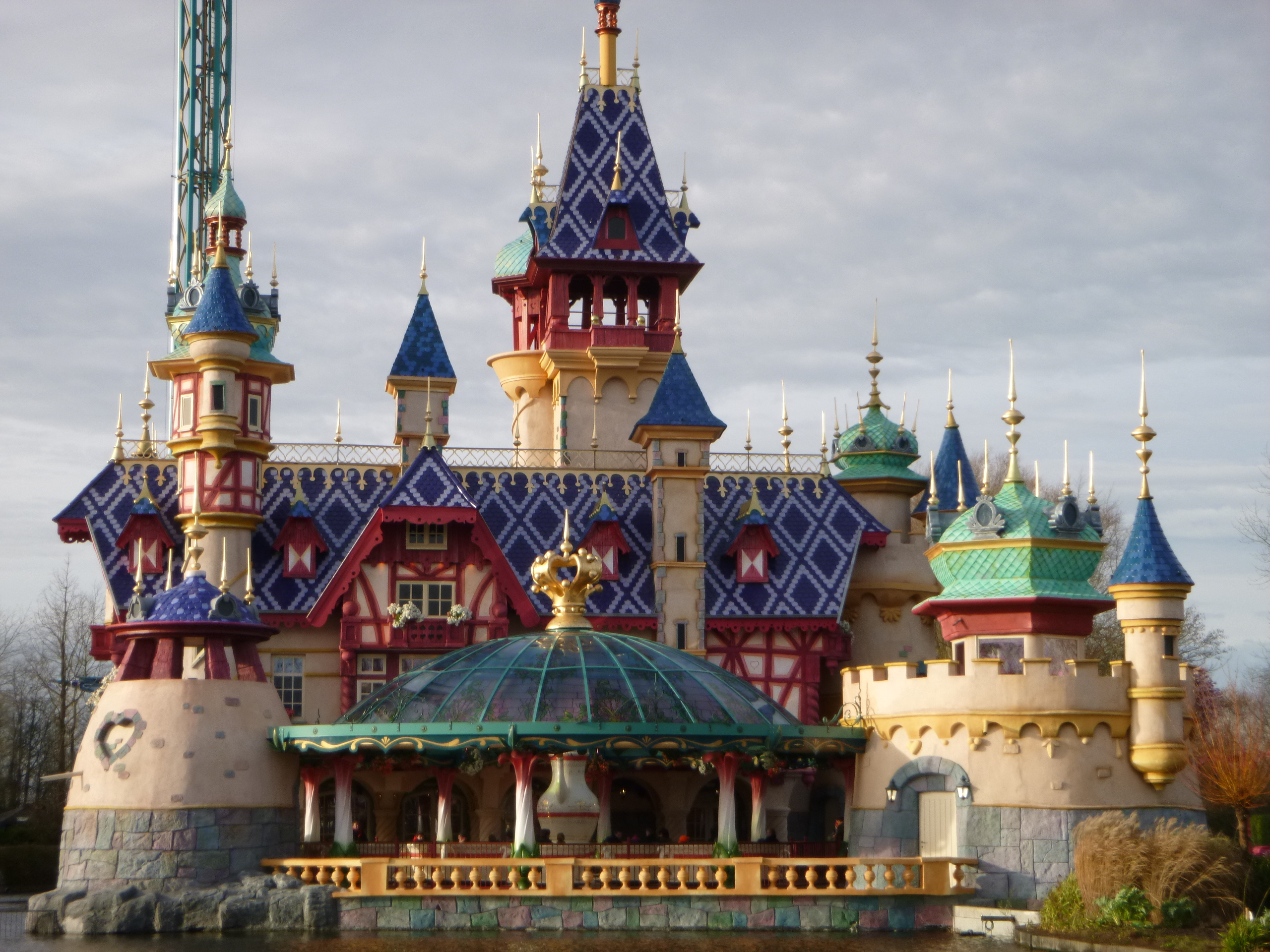
Château Prinsessia.

Le parc est arrivé à un accord avec la commune de La Panne pour la construction d'un parc aquatique couvert. L'investissement représente 16 millions d'euros pour une superficie de 3 500 m2 et une capacité de 1 000 visiteurs. Sa construction est entamée en 2014, année où la fréquentation est en hausse en 2014 avec un total de 1,275 million de visiteurs. L'ouverture du parc aquatique couvert Plopsaqua De Panne a lieu le 22 mars 2015. Il se situe juste à côté du Plopsa Théâtre. Le montant de l’investissement de la deuxième phase avec l’hôtel, la salle de théâtre et le complexe aquatique s’élève à 27,5 millions d’euros et l’investissement total s’élève à 35,5 millions d’euros.

Logo des 15 ans

Aussi en 2015, un nouvel investissement de 4 millions d'euros prend la forme de nouveaux aménagements avec la réfection totale de la place de la Kermesse et la construction du château des Princesses, directement inspiré de la série télévisée Prinsessia, produite par Studio 100. L’attraction familiale Les Tasses à café, transformée en salle du bal du château, est intégrée au nouvel édifice. En additionnant les chiffres de Plopsaland et de Plopsaqua, 1,6 million de visiteurs sont accueillis dans les deux parcs pannois.
La Themed Entertainment Association considère Plopsaland en tant que resort car le domaine est composé du parc d'attractions, de Plopsaqua et de l'hôtel en développement. À l'échelle européenne, il est sur la huitième marche des resorts européens en 2016 en affichant un total de 1,623 million de visiteurs. Le trio de tête se répartit avec Disneyland Paris affichant un total de 13,37 millions de visiteurs (deux parcs de loisirs et 5 800 chambres). Sur la deuxième marche du podium se tient Europa-Park avec 5,6 millions de visiteurs (un parc de loisirs, un deuxième alors en construction et 953 chambres). PortAventura World est en troisième position avec 3,65 millions de visiteurs (deux parcs de loisirs et un troisième alors en construction ainsi que de 2 100 chambres).
En 2018, lors de deux week-ends nostalgiques, le parc créé l'événement Meli Park dans ses allées. Expositions, spectacle et habillage sonore font référence au parc d'attractions du siècle précédent.
En projet depuis de nombreuses années, l'ouverture d'un hôtel de 127 chambres pour 20 millions d'euros qui est d'abord programmée pour 2010 avant d'être reportée pour 2018,. La première pierre est posée en avril 2019, avec une ouverture proposée en 2020. L'hôtel nommé Plopsa Hotel ouvre le 7 mai 2021, veille du premier jour de la saison 2021,,. Le nombre de chambres ayant été réduit a 117, dont 11 suites thématiques et 14 suites de luxe, la capacité totale sera de 350 personnes.
Un parking photovoltaïque est mis en service en 2023.
Le complexe accueille un total d’ 1 388 732 visiteurs sur l’année 2024.

Mayaland.

Le parc se divise en plusieurs zones, entre autres :
- la ferme de Big et Betsy ;
- la forêt de Plop ;
- la kermesse ;
- Mayaland ;
- le monde de Kaatje ;
- la place du village ;
- la place du château ;
- Wickieland ;
- zone Anubis ;
- zone Mega Mindy ;
- zone Piet Piraat ;
- Plopsaqua De Panne ;
- le château des princesses Prinsessia ;
- HeidiZone.

## Attractions principales

### Montagnes russes
- Anubis The Ride, montagnes russes lancées de Gerstlauer (2009)
- Like-Me Coaster, montagnes russes junior, modèle Tivoli large de Zierer (1976)
- Draconis, montagnes russes E-Powered de Mack Rides (2004)
- Heidi The Ride (nl), montagnes russes en bois de Great Coasters International (2017)
- K3 Roller Skater, montagnes russes junior, modèle Custom MK-700 de Vekoma (1990)
- SuperSplash, montagnes russes aquatiques, modèle SuperSplash de Mack Rides (2006)
- The Ride to Happiness, montagnes russes lancées de Mack Rides (2021)

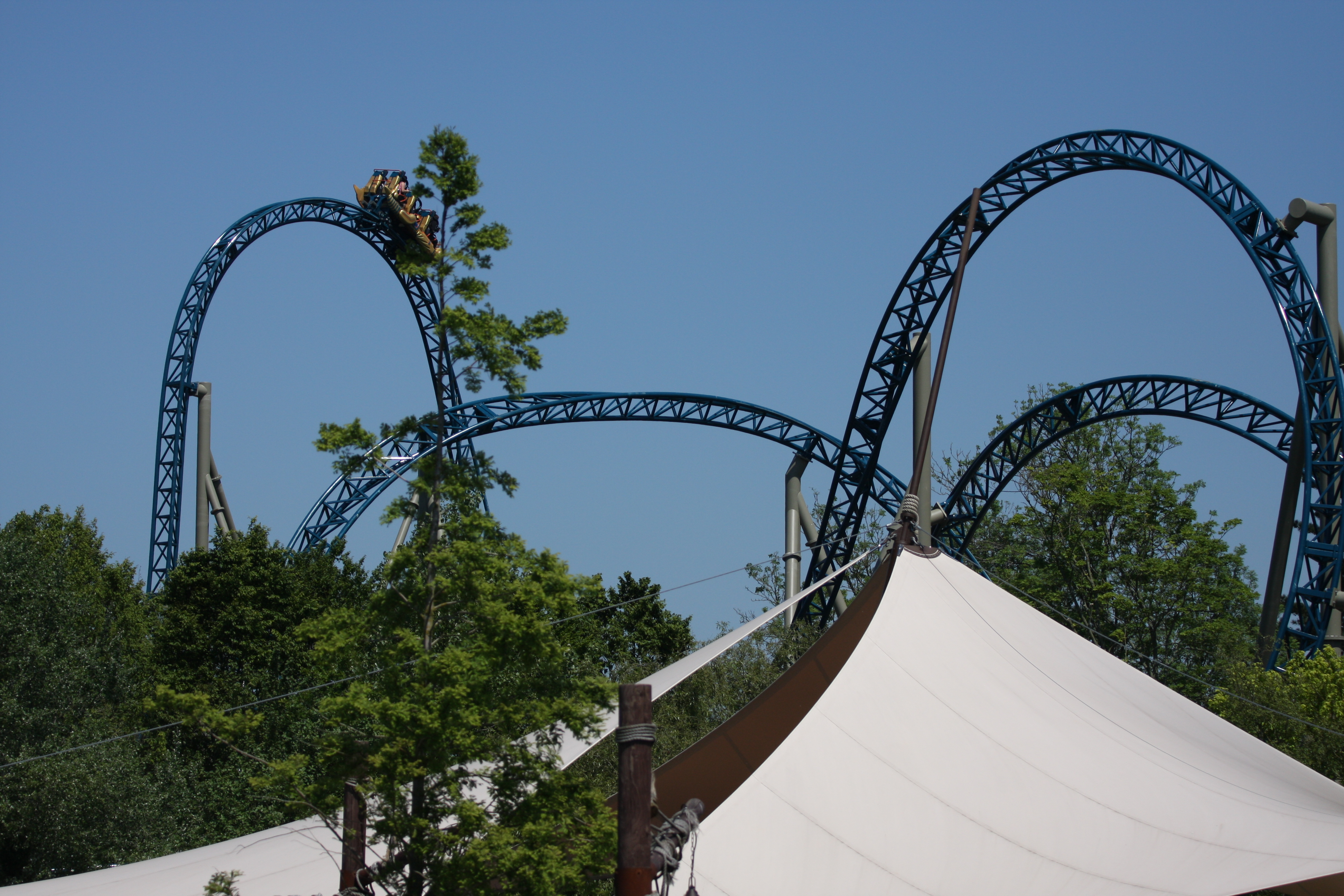
Anubis The Ride
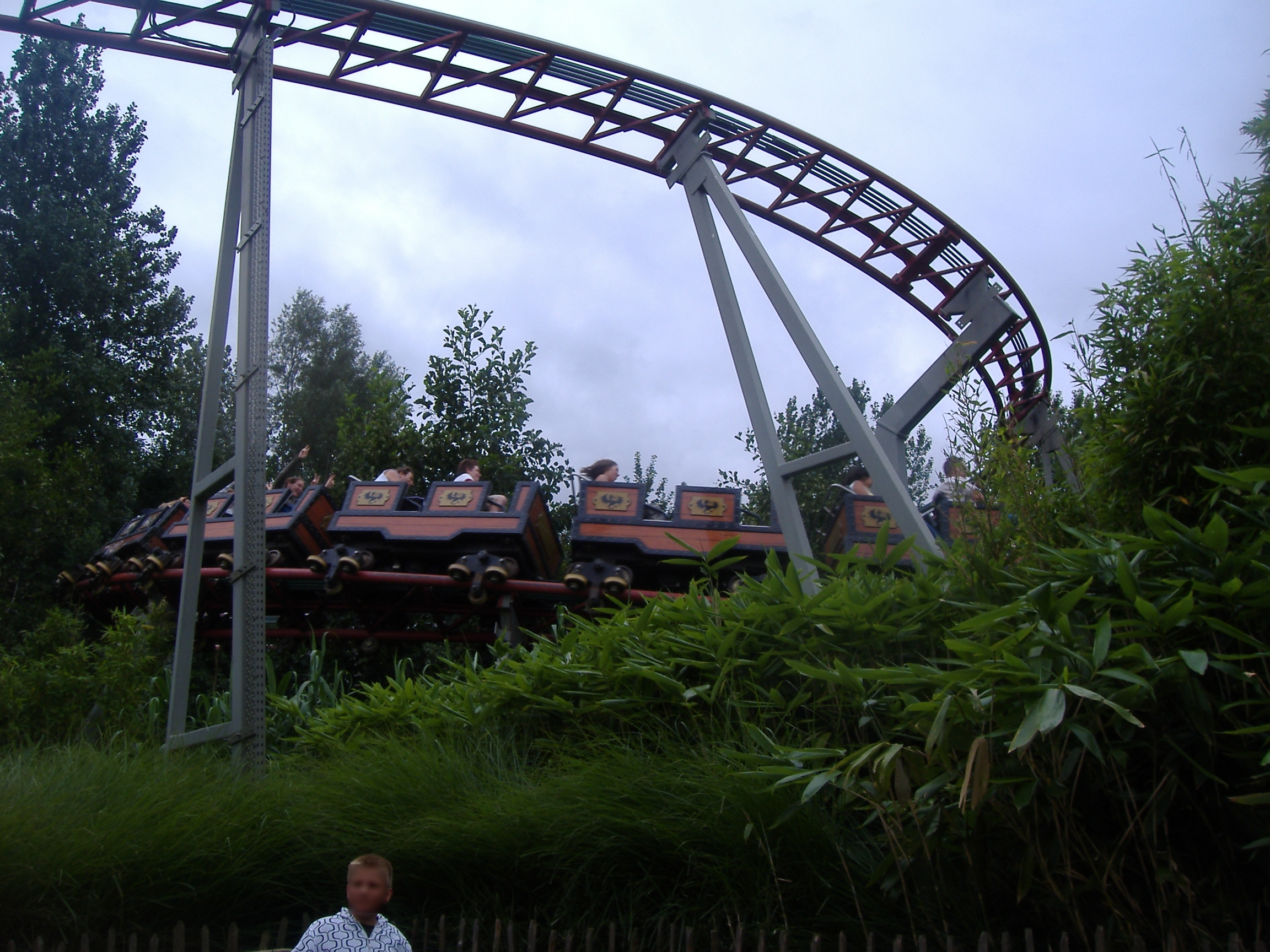
Draconis
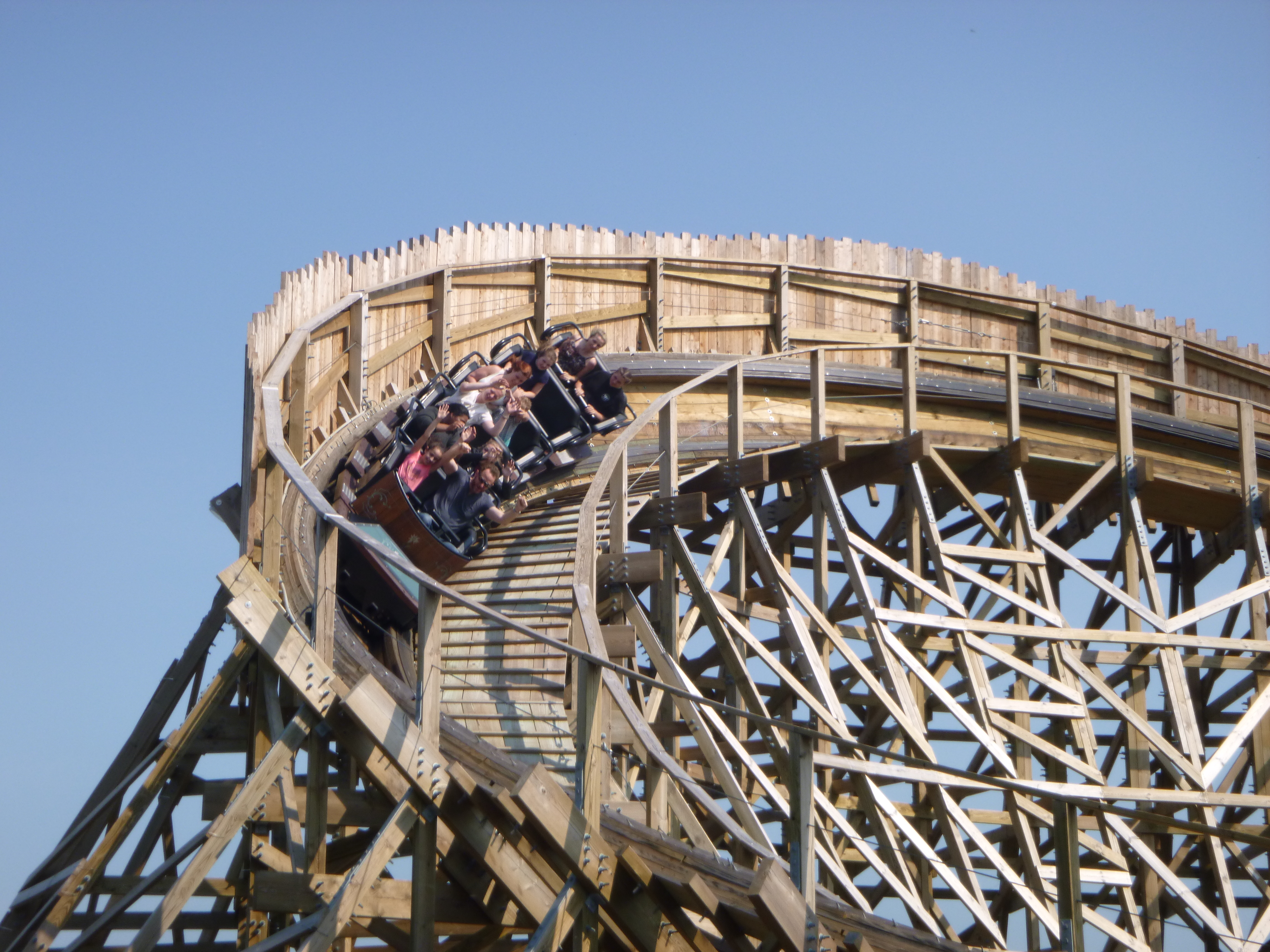
Heidi The Ride
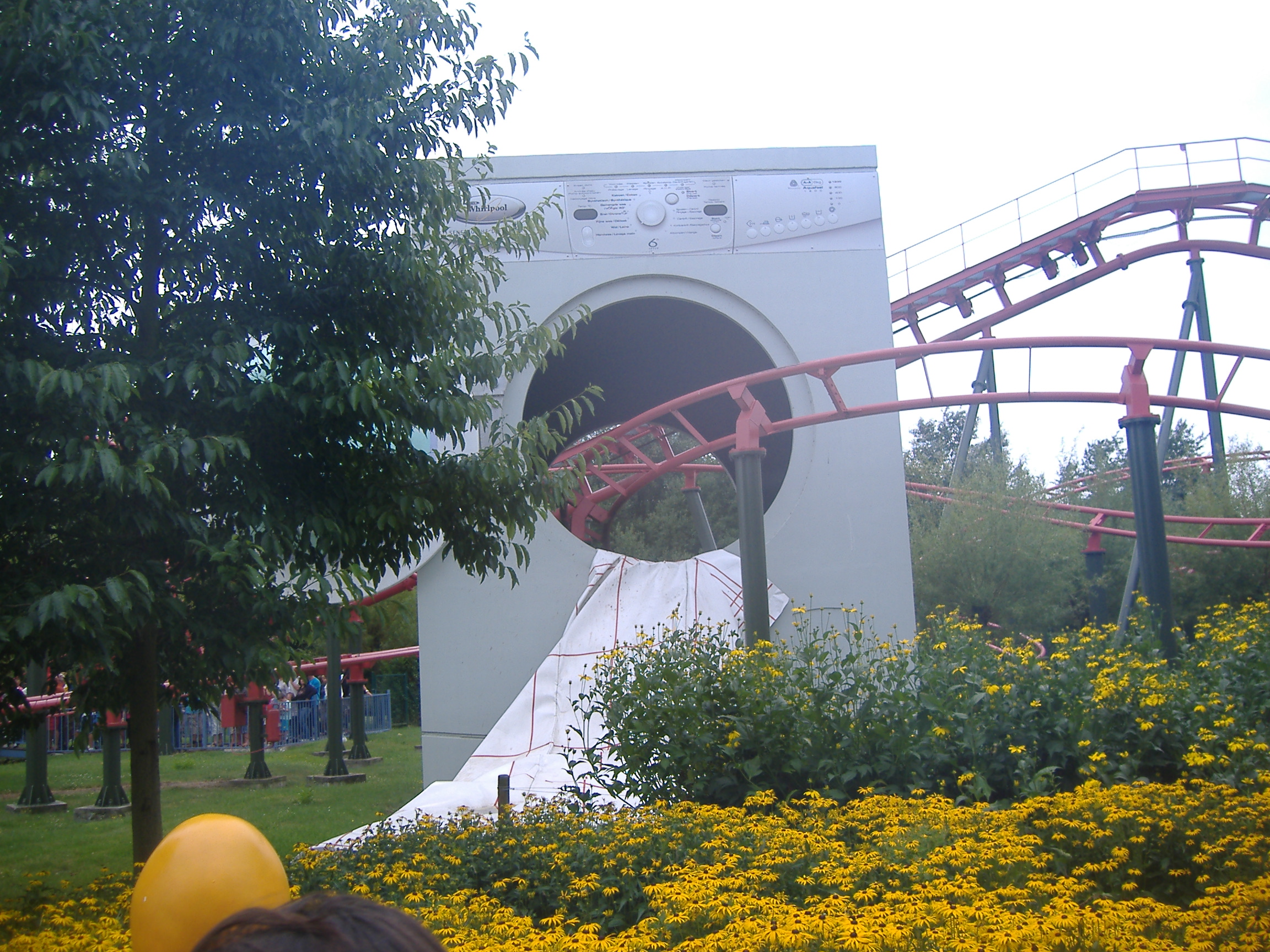
K3 Roller Skater
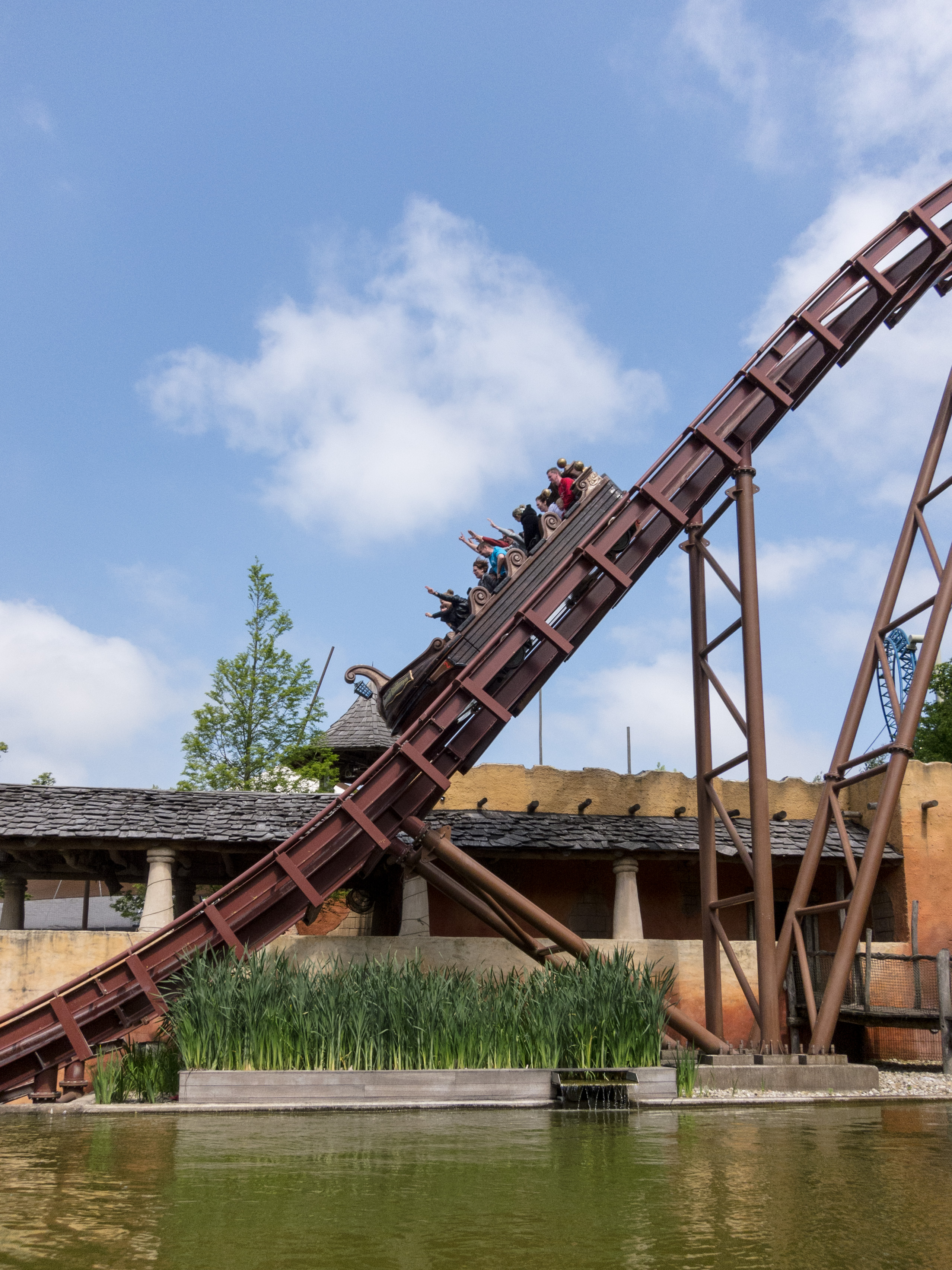
SuperSplash
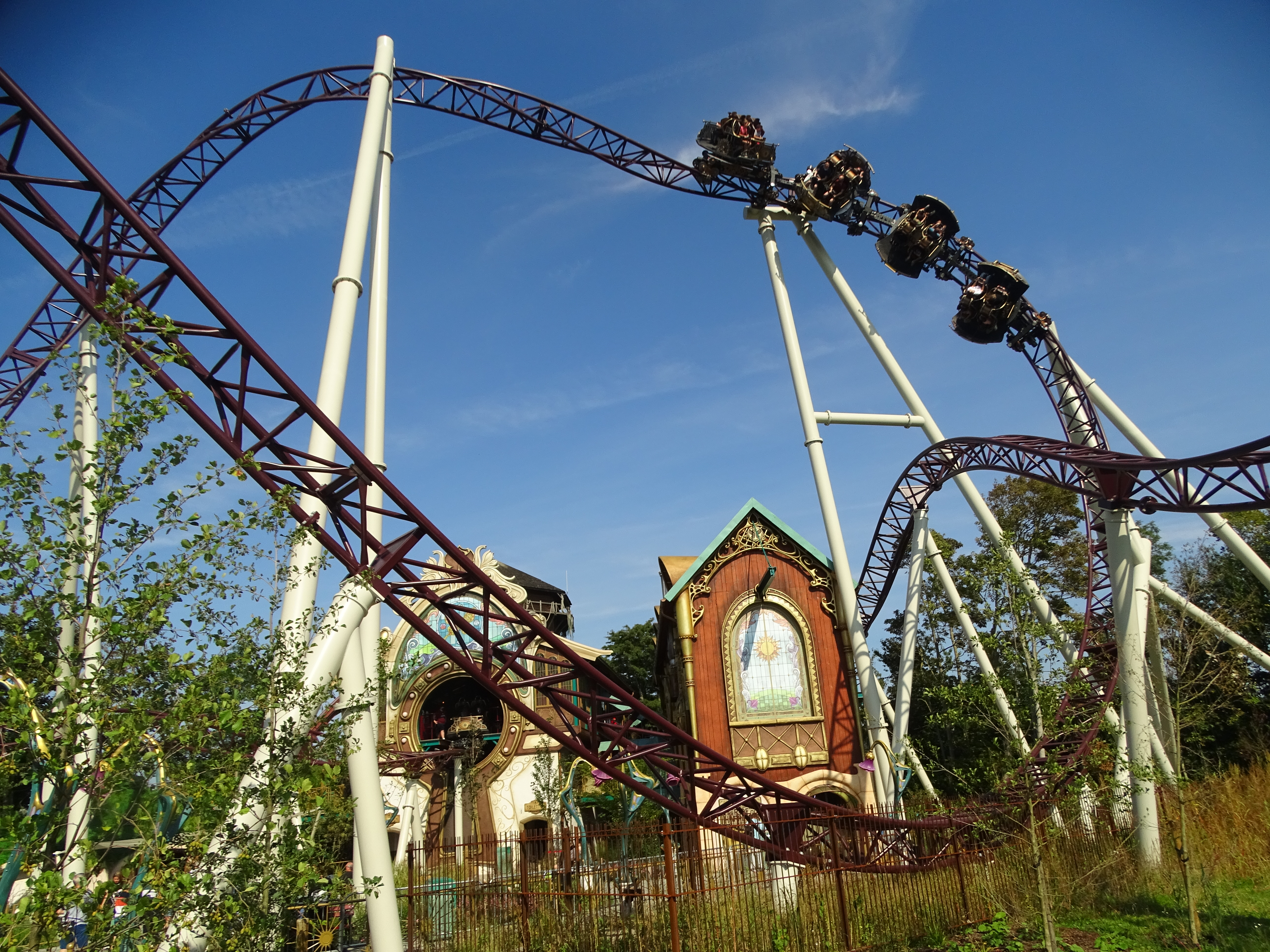
The Ride to Happiness

### Attractions aquatiques
- Dino Splash, parcours de bûches de Mack Rides (1989)[N 1]
- Wickie The Battle, Splash Battle de Mack Rides (2013)[N 2]

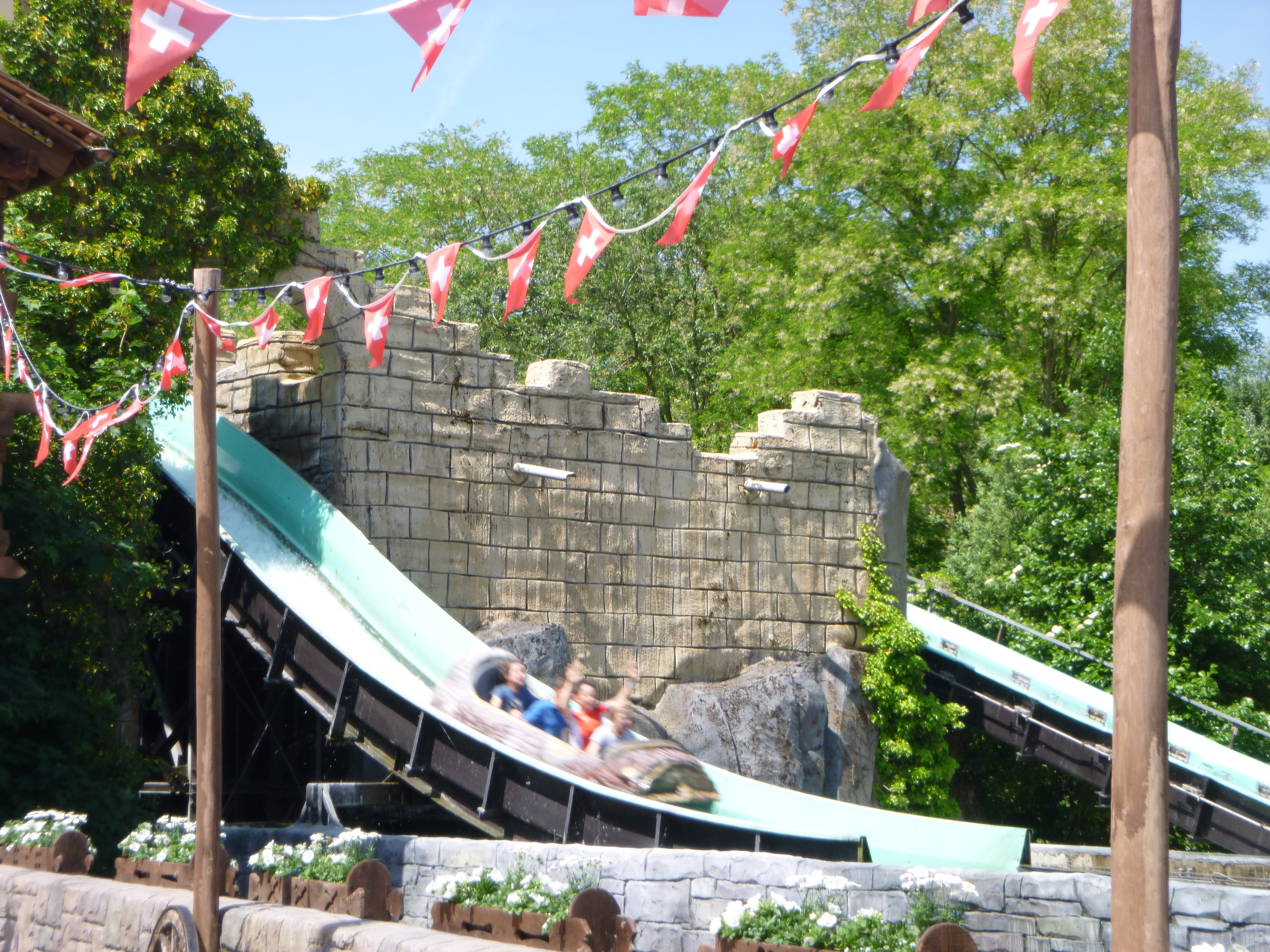
Dino Splash
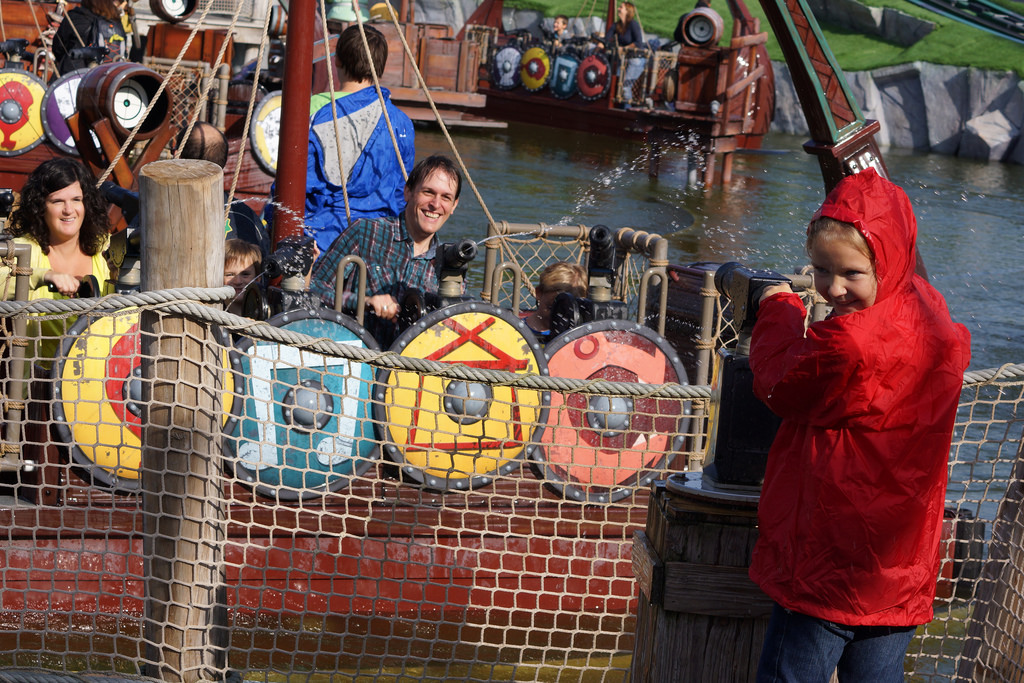
Wickie The Battle

### Attractions à sensations fortes
- Bateau pirate, Bateau à bascule de Huss Park Attractions (1981)[N 3]
- Grande vague, Disk'O Coaster de Zamperla (2013)
- Nachtwacht-Flyer, Star Flyer de Funtime (2006)[N 4]
- Vent violent de Vic, Wild Swing de ART Engineering (2025)

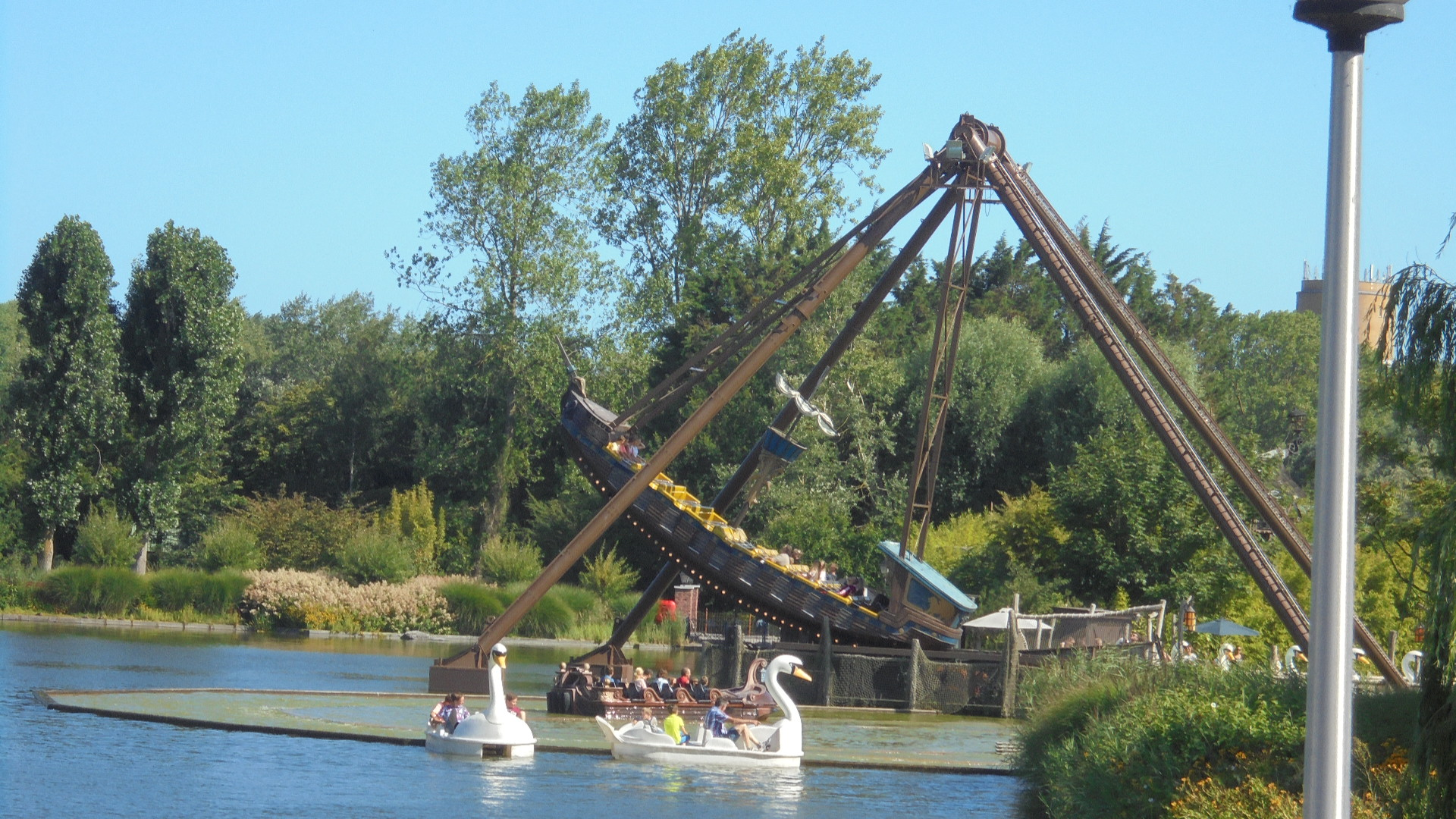
Bateau pirate
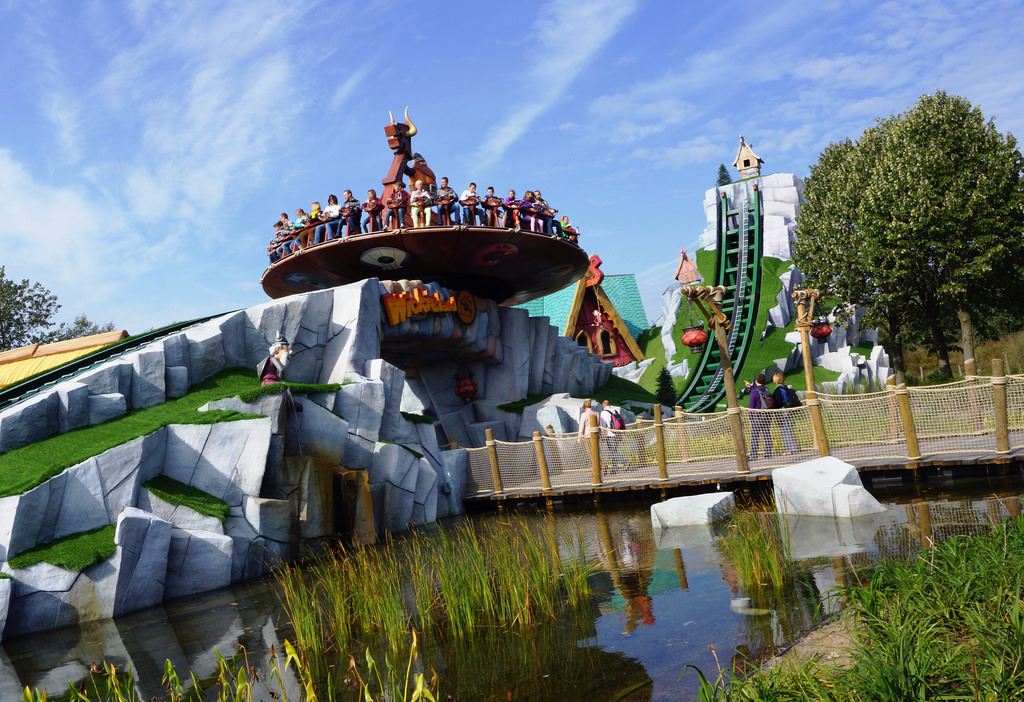
Grande vague
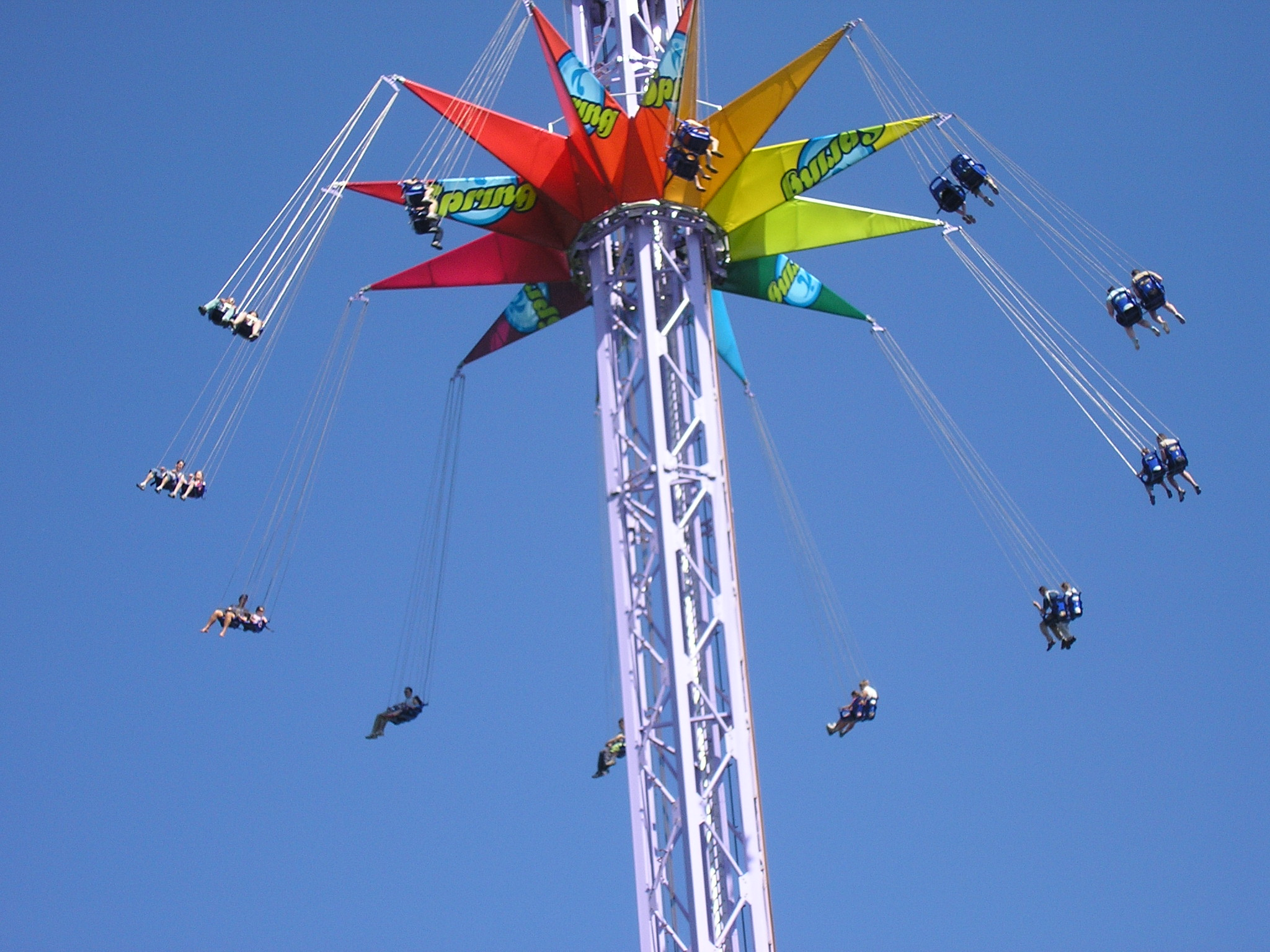
Nachtwacht-Flyer

### Parcours scéniques
- La Forêt de Plop, croisière scénique de Metallbau Emmeln (1979)[N 5].

### Autres attractions

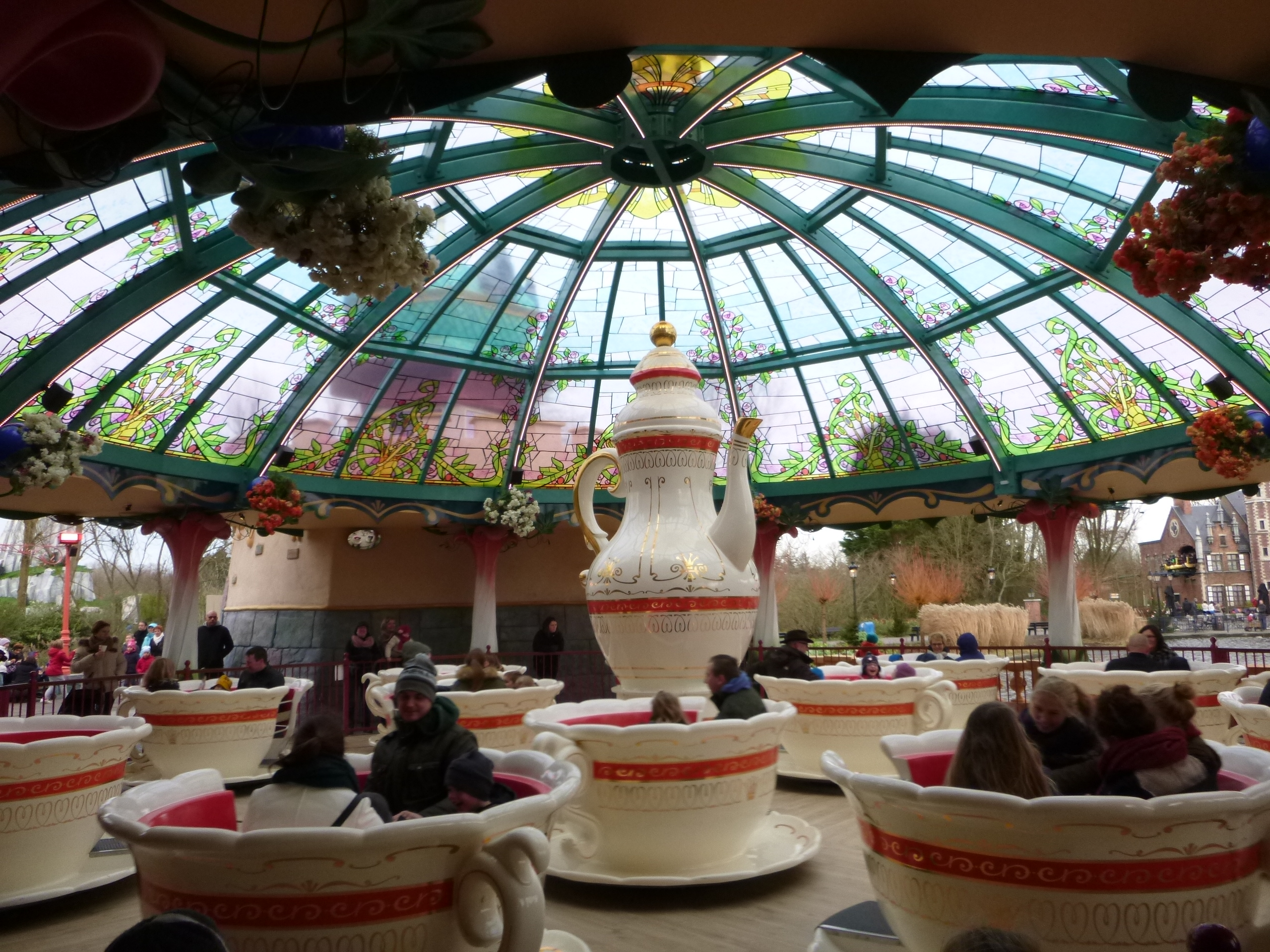
Tasses à café.

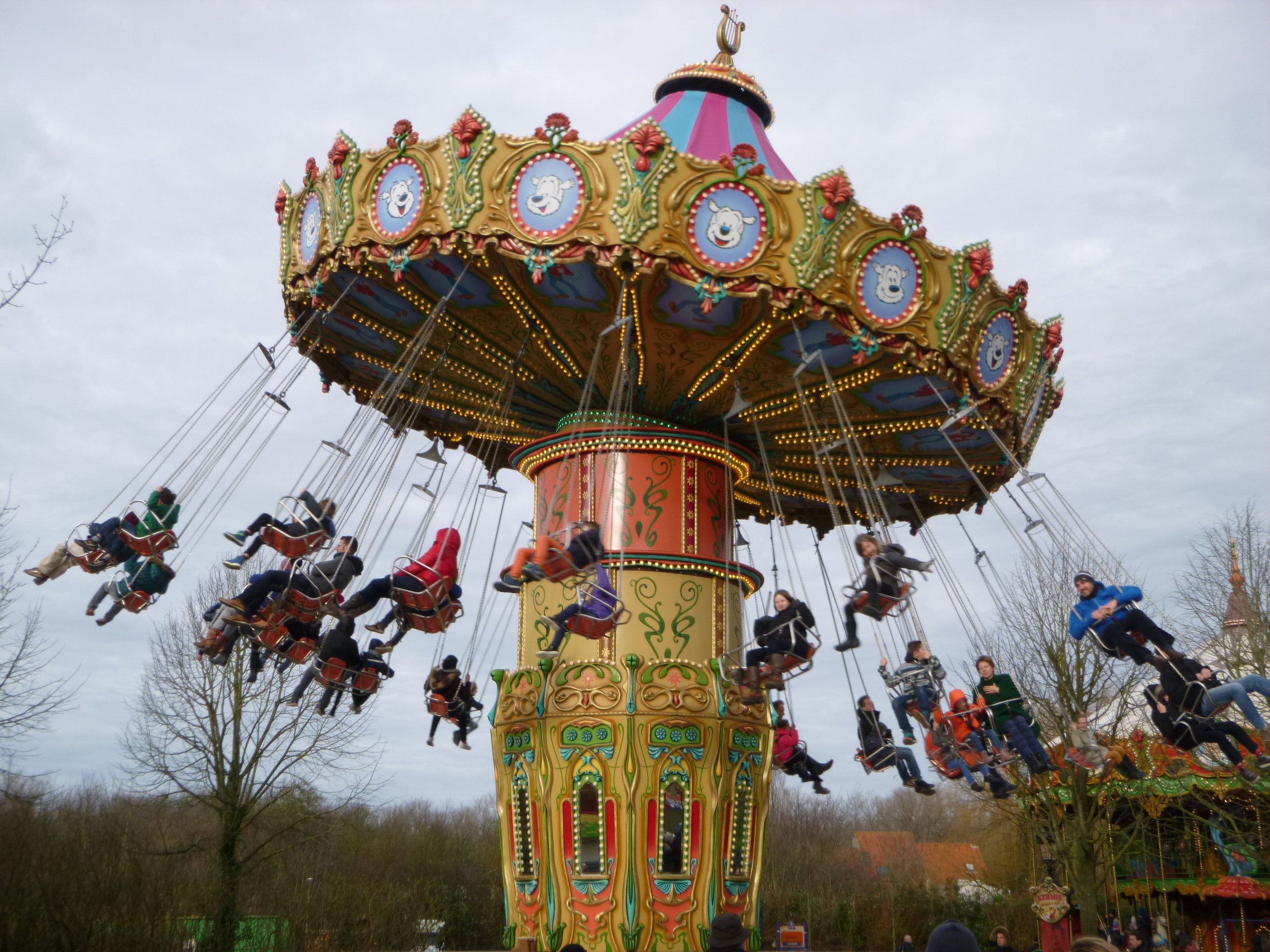
Wienerwalz.

| Nom                            | Type                          | Constructeur     | Ouverture |
| ------------------------------ | ----------------------------- | ---------------- | --------- |
| Arbre dansant                  | Kontiki                       | Zierer           | 2011      |
| Balloon Race                   | Balloon Race                  | Zamperla         | 2001      |
| Carrousel                      | Carrousel                     | Wood Design      | 2004      |
| Carrousel des animaux          | Carrousel                     | Wood Design      | 2017      |
| Ferme de Big & Betsy           | Ferme animalière              |                  | 1952      |
| Glissoire                      | Toboggan / Carpet Slide       | Metallbau Emmeln | 2011      |
| Grenouilles                    | Jump Around                   | Zamperla         | 2007      |
| Jardin de Big (le)             | Plaine de jeux                |                  | 2005      |
| Jardin de Plop (le)            | Plaine de jeux                |                  | 1984      |
| Kathy cherche son petit canard | Ballade en bateau             | Mack Rides       | 2000      |
| Manège à fleurs                | Manège d'avions               | Zierer           | 2011      |
| Mega Mindy jetski              | Manège de jet skis            | Zierer           | 2008      |
| Meli: Anno 1952                | Expo sur Meli Park            | Plopsa & Meli    | 2008      |
| Nénuphars                      | Demolition Derby              | Zamperla         | 2011      |
| Pédalos                        | Pédalos                       | Van Dalen        | 1995      |
| Petits lapins                  | Chevaux Galopants             | Metallbau Emmeln | 2007      |
| Plopsa Express                 | Train à vapeur                | Chance Morgan    | 1983      |
| Pont Suspendu                  | Pont de singe                 | Kaiser & Kuhne   | 1995      |
| Ronde des canards              | Manège                        | Metallbau Emmeln | 2000      |
| Safari                         | Attraction automobile foraine | Sartori Rides    | 1992      |
| Scooter                        | Autos-tamponneuses            |                  | 2000      |
| Tasses à café                  | Tasses                        | Mack Rides       | 2003      |
| Tempête en mer                 | Music Express                 | Mack Rides       | 2001      |
| Tour de chute                  | Tour de chute junior          | Zierer           | 2011      |
| Tracteurs                      | Circuit en tracteurs          | Metallbau Emmeln | 2002      |
| Vélos volants                  | Magic bikes                   | Zamperla         | 2008      |
| Wienerwalz                     | Chaises volantes              | Wood Design      | 2015      |

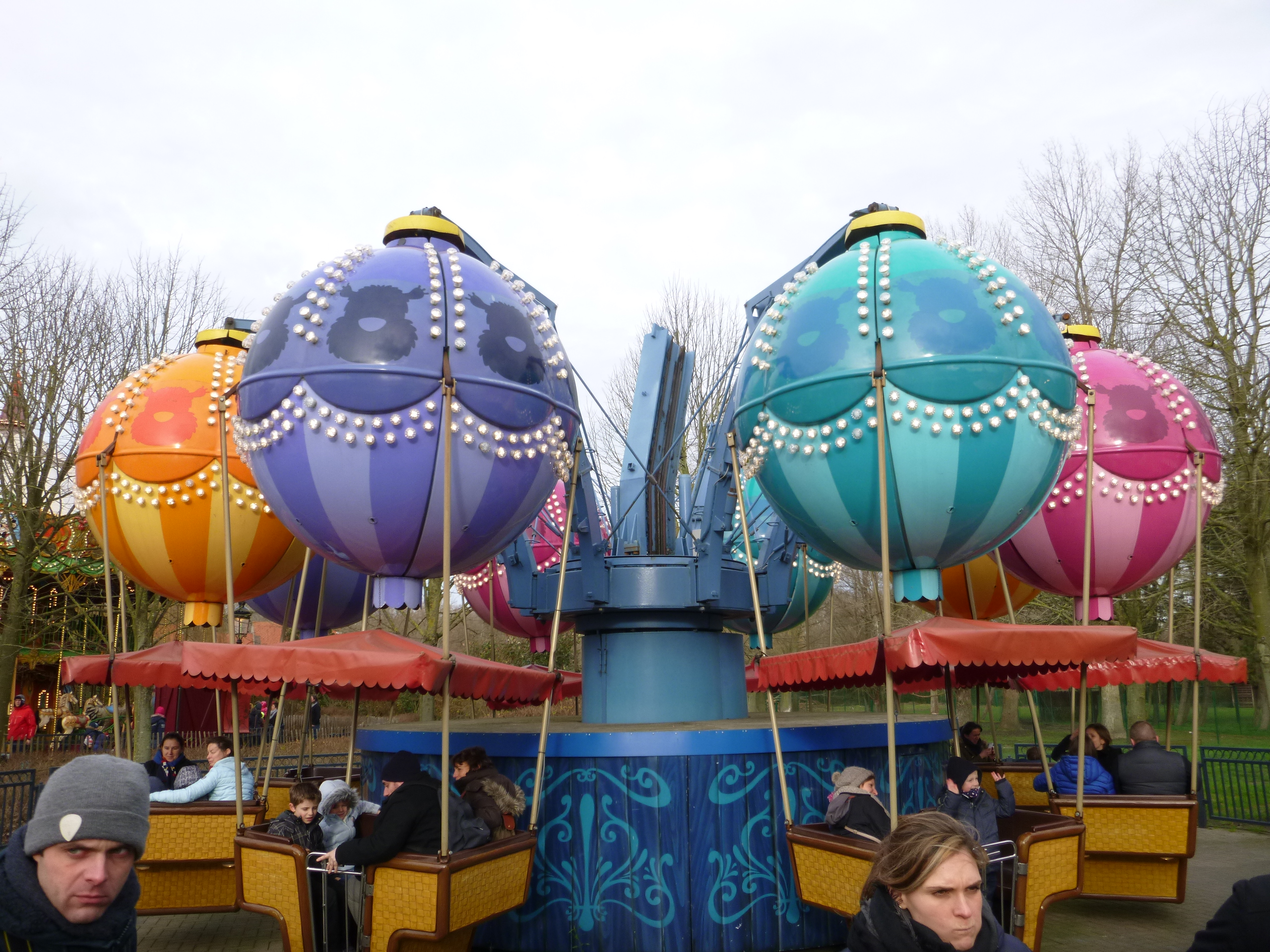
Balloon Race
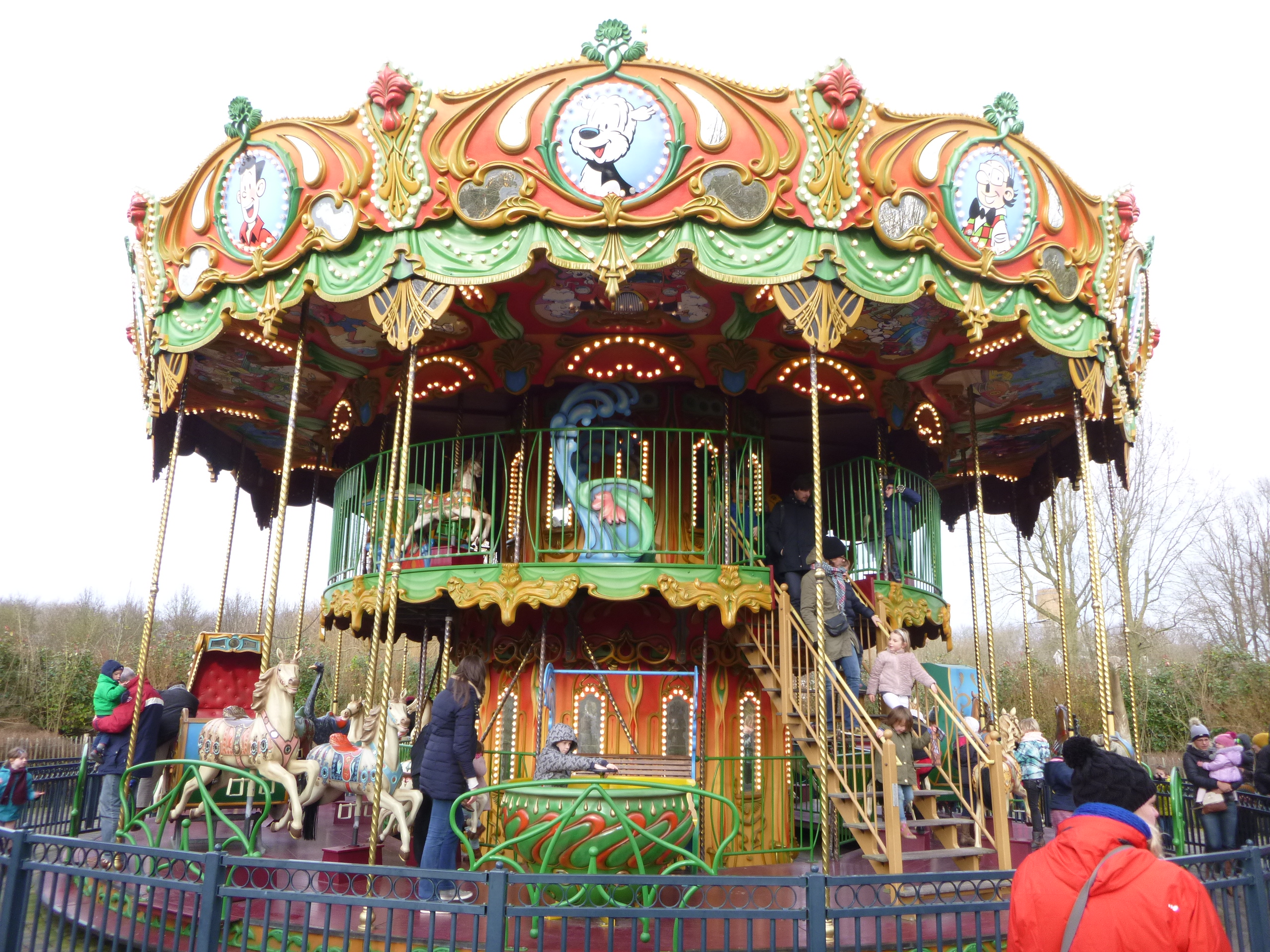
Carrousel
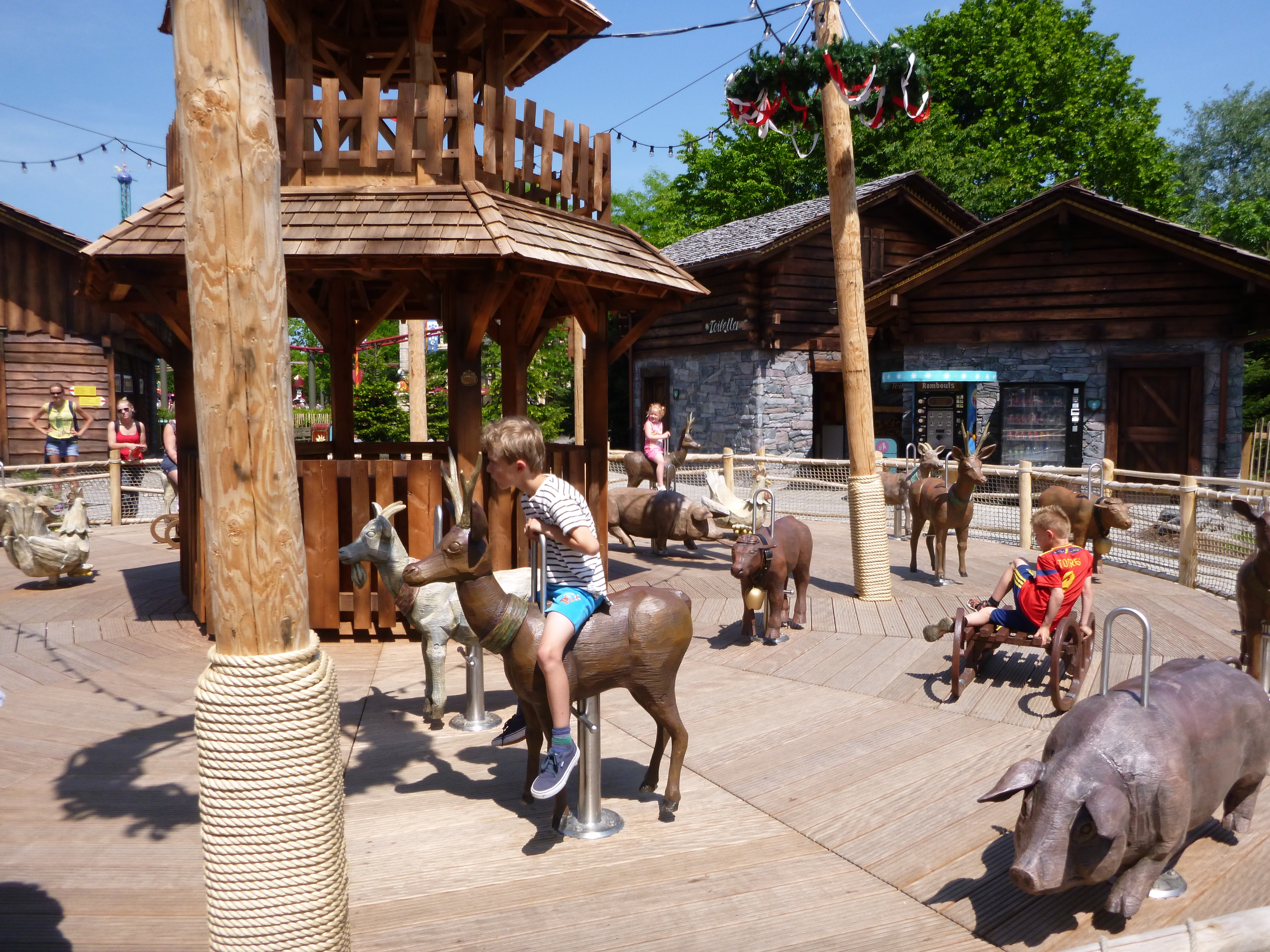
Carrousel des animaux
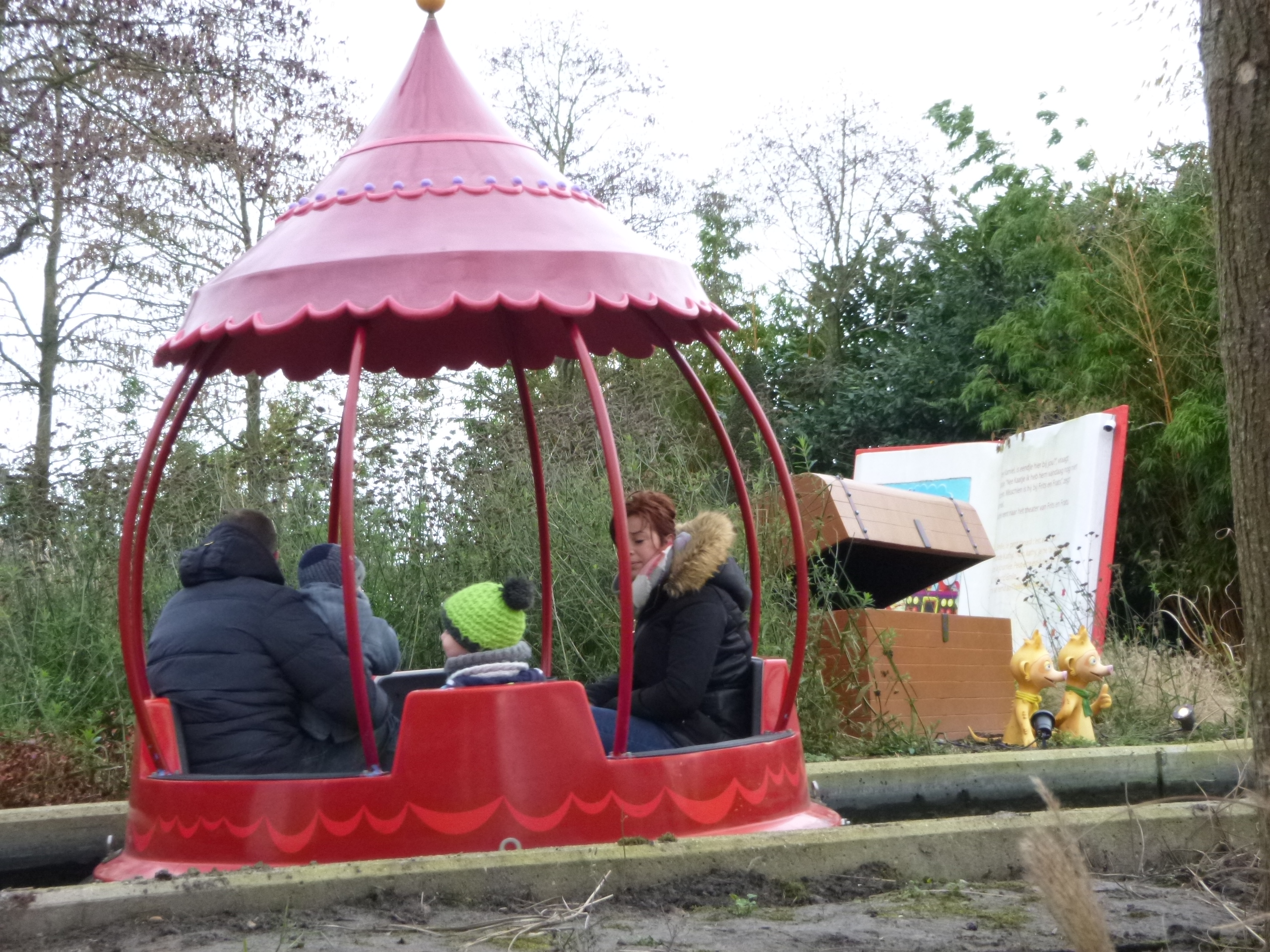
Kathy cherche son petit canard
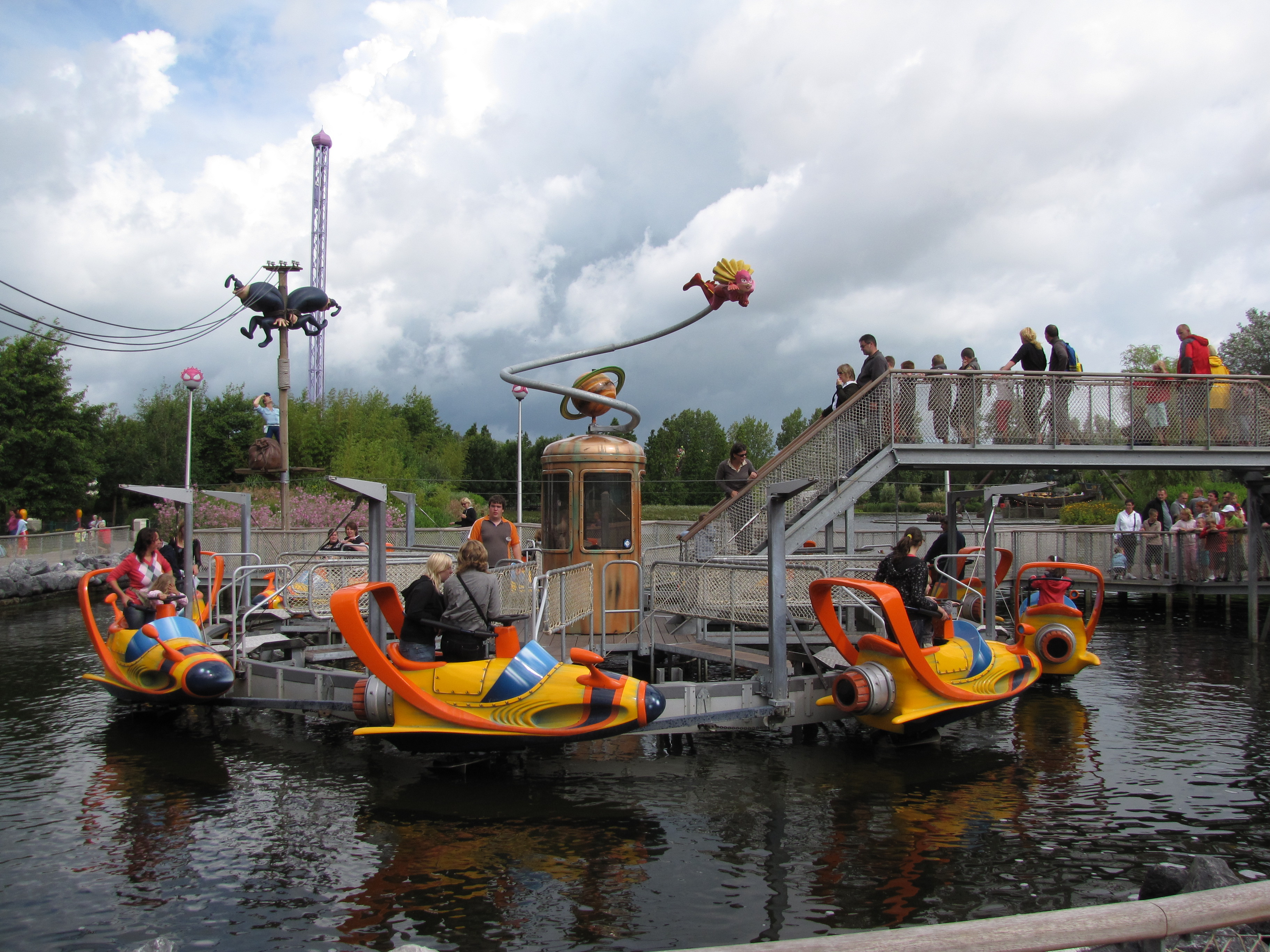
Mega Mindy jetski
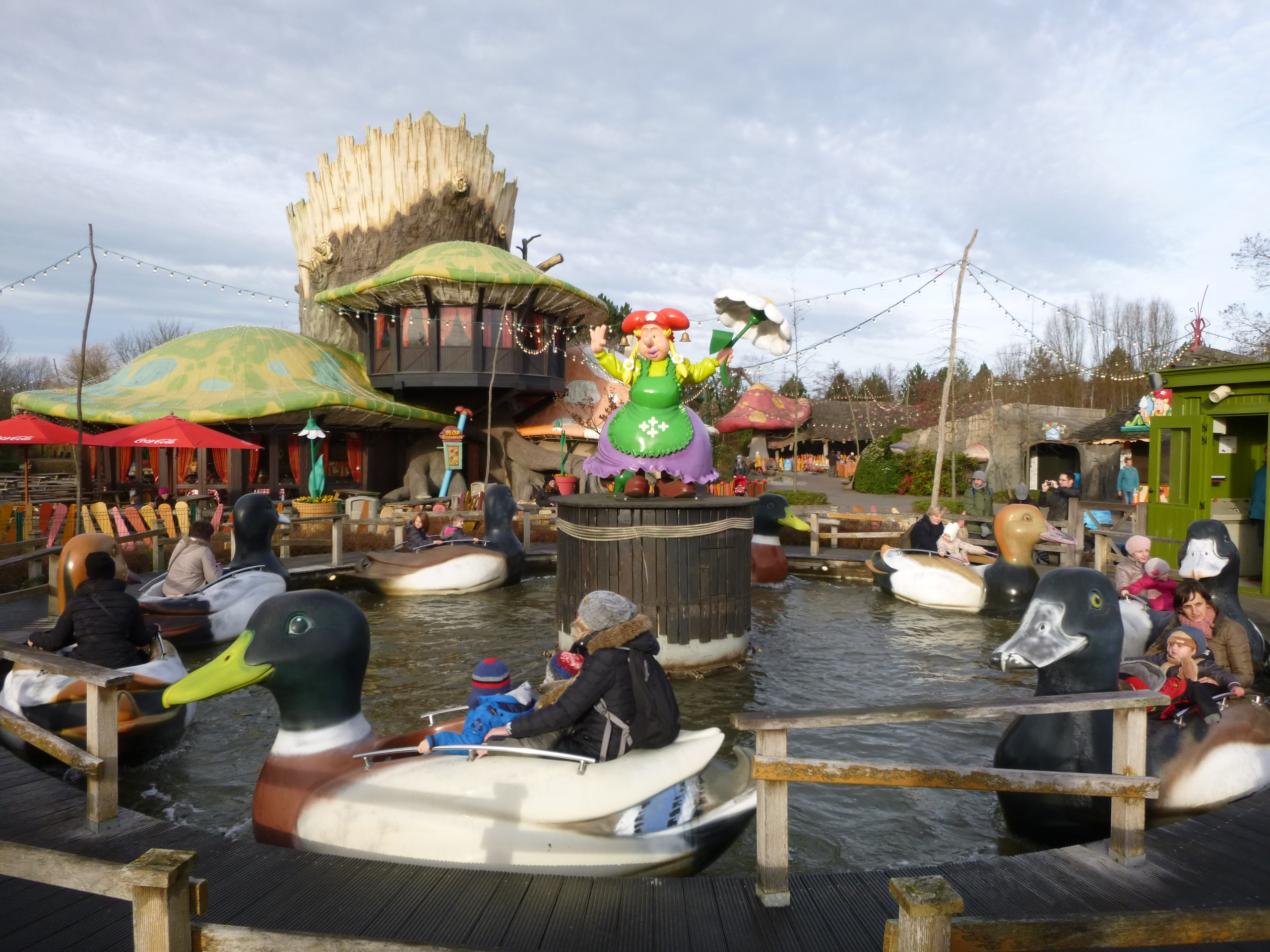
Ronde des canards
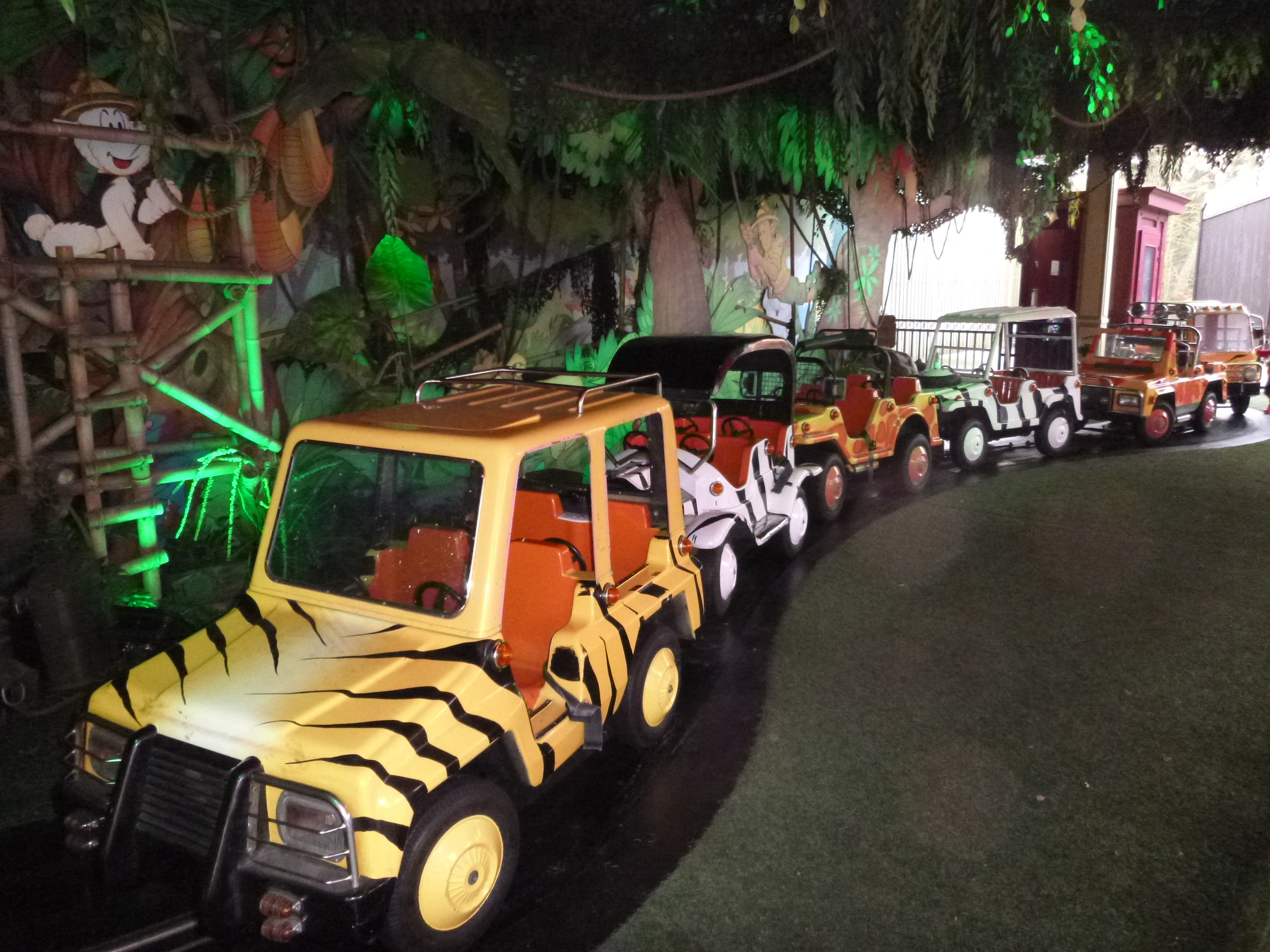
Safari
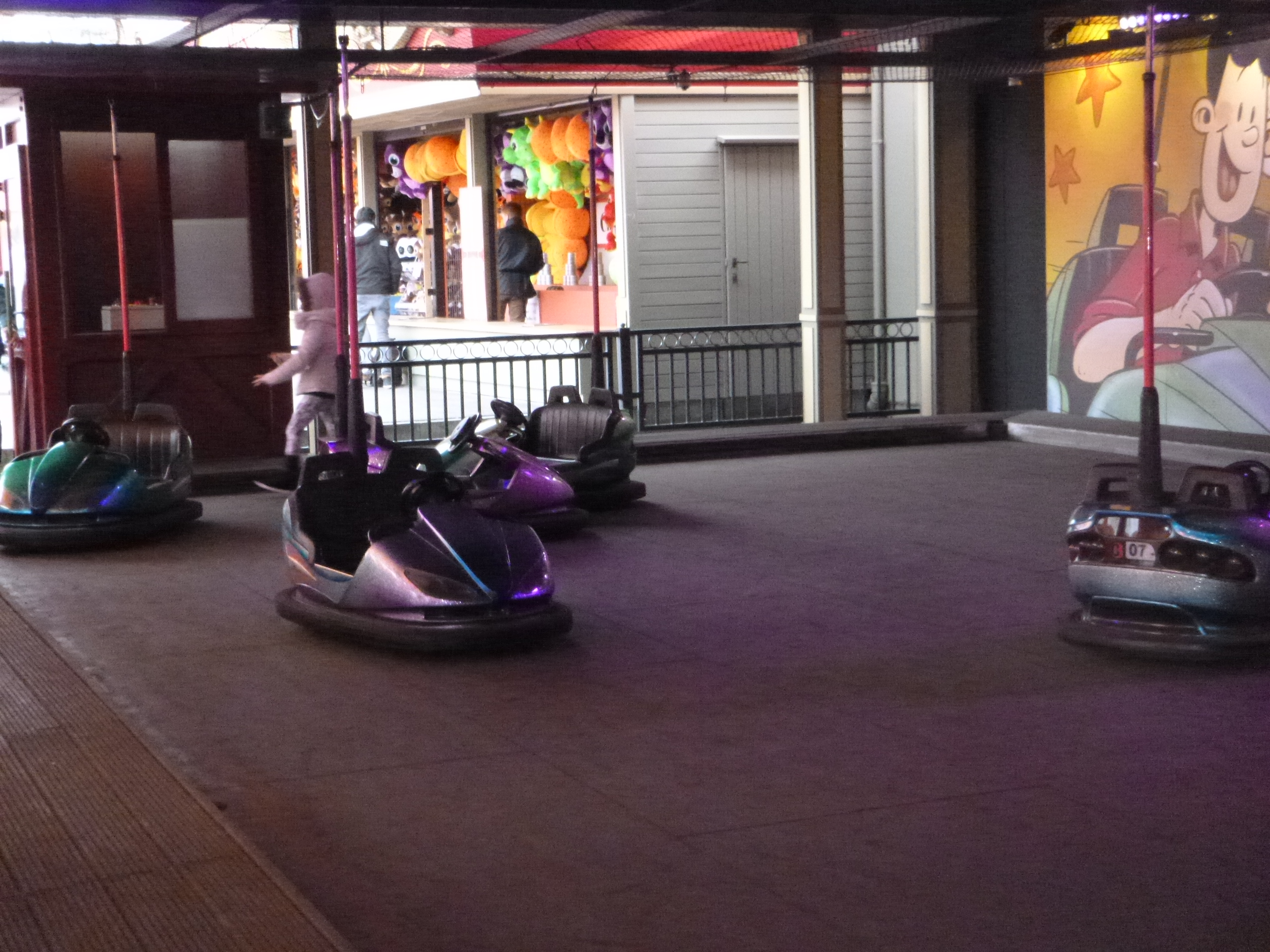
Scooter
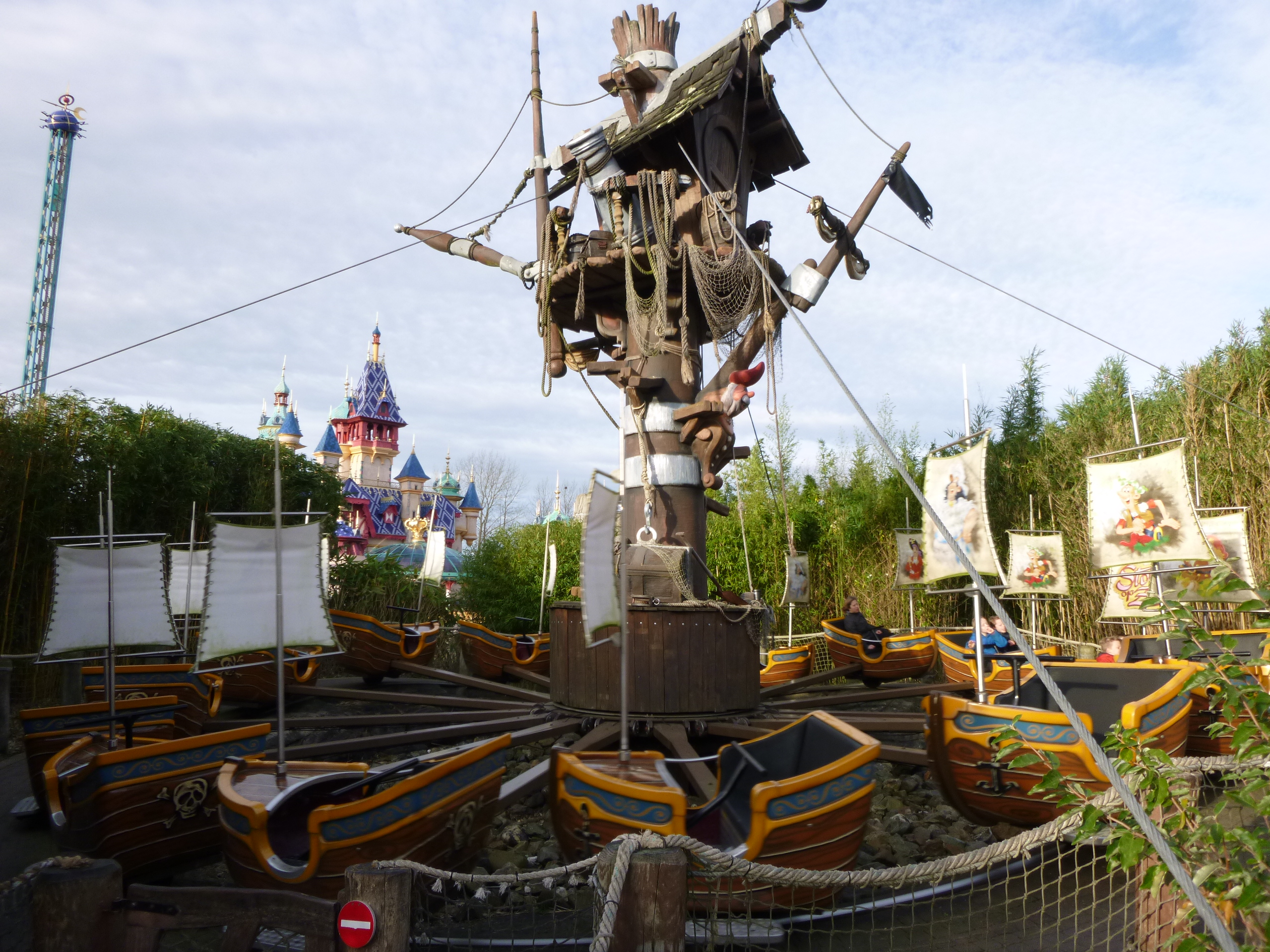
Tempête en mer
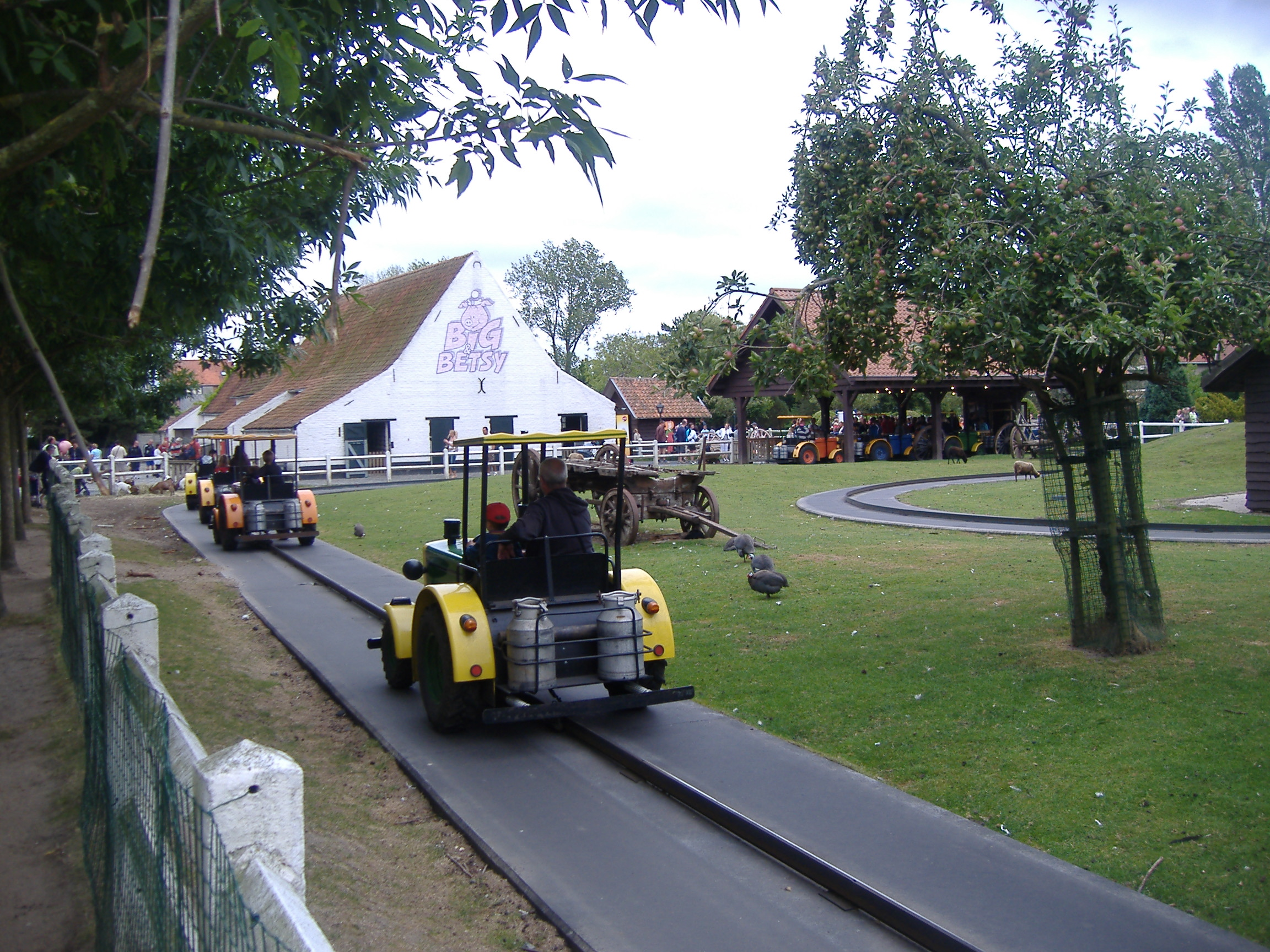
Tracteurs

### Anciennes attractions

#### Anciennesmontagnes russes

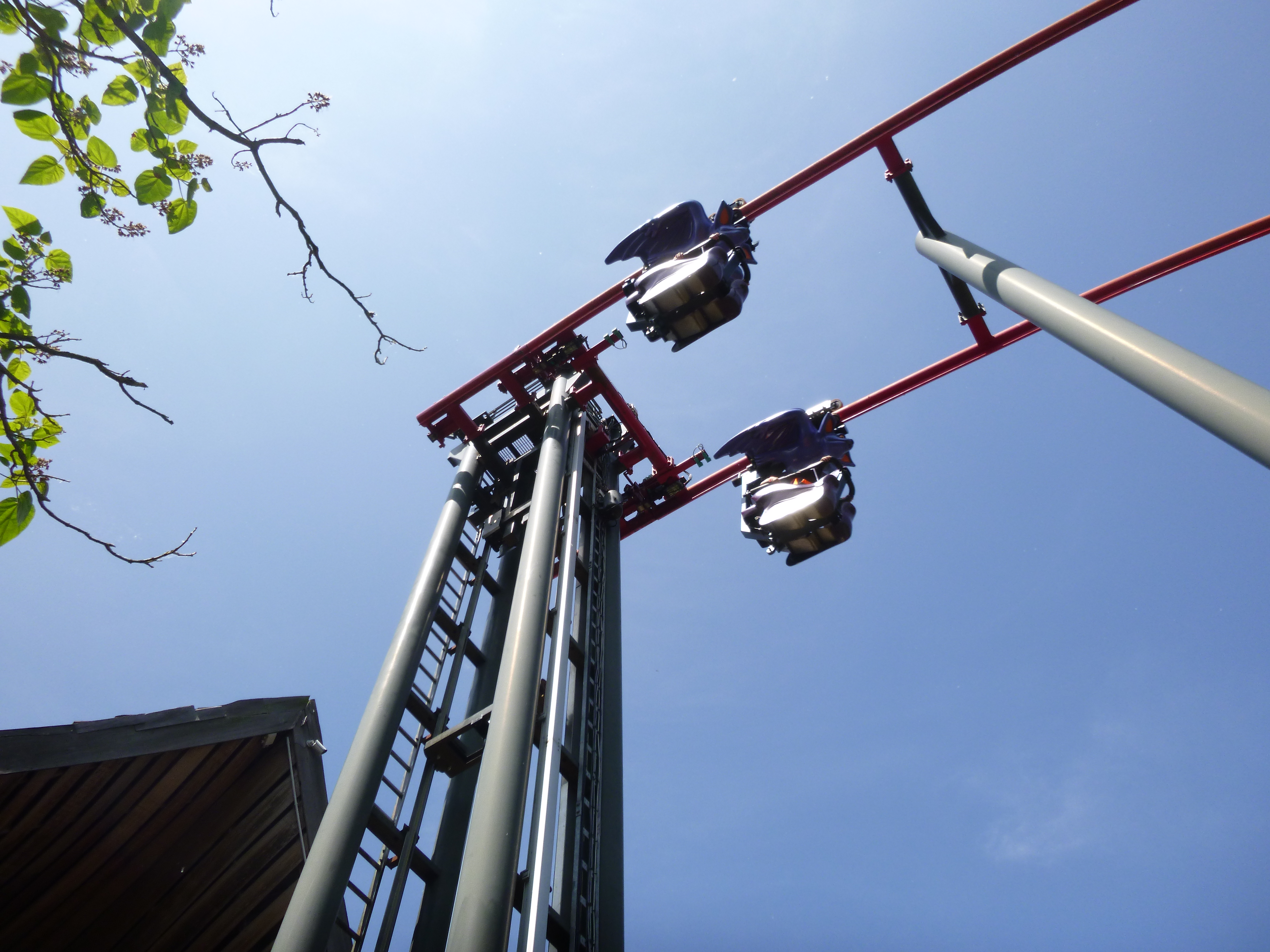
Chauve-souris
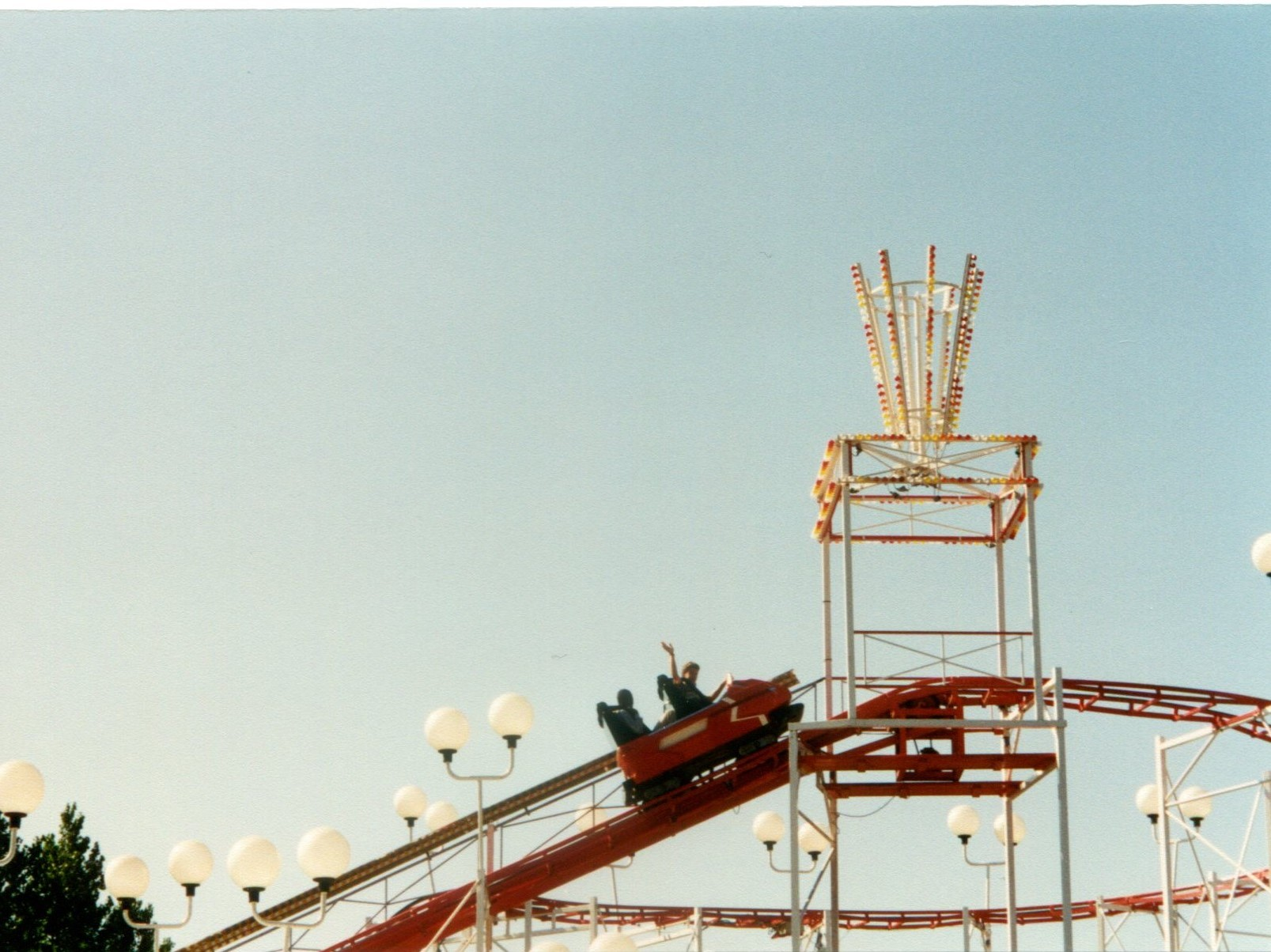
Jubilé

| Nom                       | Type / Modèle          | Constructeur      | Ouverture        | Fermeture      |
| ------------------------- | ---------------------- | ----------------- | ---------------- | -------------- |
| Vleermuis (chauve-souris) | À véhicules suspendus  | Caripro           | 2000             | 7 janvier 2018 |
| Crazy Coaster             | Wild Mouse tournoyante | Reverchon         | 19 décembre 2009 | 3 janvier 2010 |
| Jubilé                    | Métal / Zyklon Z40     | Pinfari           | 1995             | 2000           |
| Jumbo 5                   | Assises / Jumbo V      | Anton Schwarzkopf | 1984             | 1984           |
| Racing                    | Métal / Flitzer        | Zierer            | Période Méli     | Période Méli   |

- Chauve-souris
- Jubilé

#### Anciennes autres attractions
| Nom                     | Type                     | Constructeur | Ouverture    | Fermeture | Remarque |
| ----------------------- | ------------------------ | ------------ | ------------ | --------- | --- |
| Brigade du feu          | Fire brigade             | Zamperla     | 2004         | 2023      | |
| Calypso                 | Calypso                  | Mack Rides   | 1988         | 1992      | D'abord présent au Meli Heysel. |
| Carrousel               | Carrousel                |              | 1979         | 2003      | Construit en 1923 au Royaume-Uni et entraîné à l'origine par une machine à vapeur, il est présent à Meli Heysel de 1974 à 1979. Il fut remplacé par un nouveau carrousel et retourna au Royaume-Uni chez des forains. |
| Carrousel à chaînes     | Chaises volantes         |              | 1990         | 1997      | D'abord présent au Meli Heysel. Il est relocalisé au parc belge Aviflora. |
| Flosch                  | Carrousel                |              | 1993         | 1999      | Revendu à la ferraille. |
| Glijbaan                | Carpet Slide             | Dallet       | 1984         | 2006      | |
| Kasha                   | Grande roue              |              | 1974         | 2005      | D'abord présente au Meli Heysel. Inaugurée sous l'aire Meli, la structure fut exploitée par Plopsaland avec d'autres nacelles. Revendue à la ferraille.                                                               |
| Monorail                | Monorail                 | Schwingel    | 1973         | 2006      | Devait être relocalisé au parc belge Aviflora mais ce ne fut jamais le cas. |
| Old Timers              | Parcours de tacots       |              | Période Meli | 2005      | Provenant de Meli Heysel. Inauguré sous l'aire Meli, il fut étrangement déplacé dans le Pays des Contes de Fées en 1999. Il disparaît en 2005                                                                         |
| Panoramic               | Tour d'observation       | Intamin      | 1993         | 2008      | D'une hauteur de 76 m, elle provenait de l'exposition agricole Floriade de 1992 à Zoetermeer. Devait être remplacée par une éolienne mais fut finalement revendue à la ferraille.                                     |
| Pays des Contes de Fées | Walkthrough              |              | 1954         | 2005      | Sœur du Bois des Contes à Efteling, cette attraction manquait d'entretien les dernières années. |
| Petit Manège            | Carrousel                |              | 2008         | 2010      | Décoré selon le thème Kermesse de Fred et Samson. |
| Repaire des fantômes    | Maison hantée            |              | 1980         | 1993      | |
| Space                   | Breakdance               | Greif        | 1998         | 2007      | Revendu à la ferraille. |
| Tapis volant « Djinn »  | Rainbow                  | Weber        | 1984         | 1999      | Revendu à la ferraille. |
| Tuf Tuf                 | Petit train pour enfants |              | 1985         | 2005      | Ouvert sous l'aire Meli, il devait être relocalisé à Aviflora, Belgique. |
| Wienerwalz              | Chaises volantes         | Zierer       | 1984         | 2014      | Remplacé par un nouveau modèle identique en 2015. |

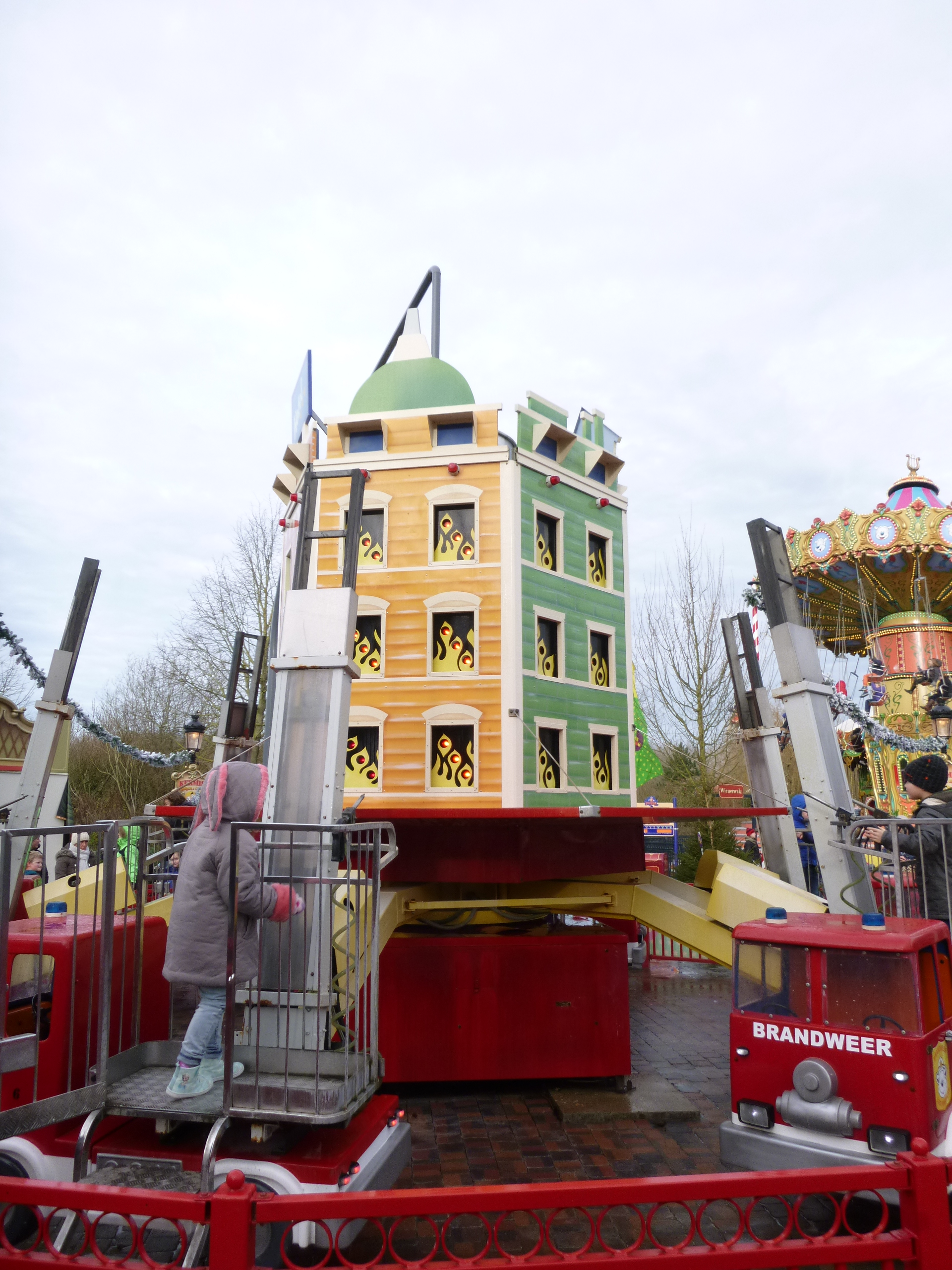
Brigade du feu
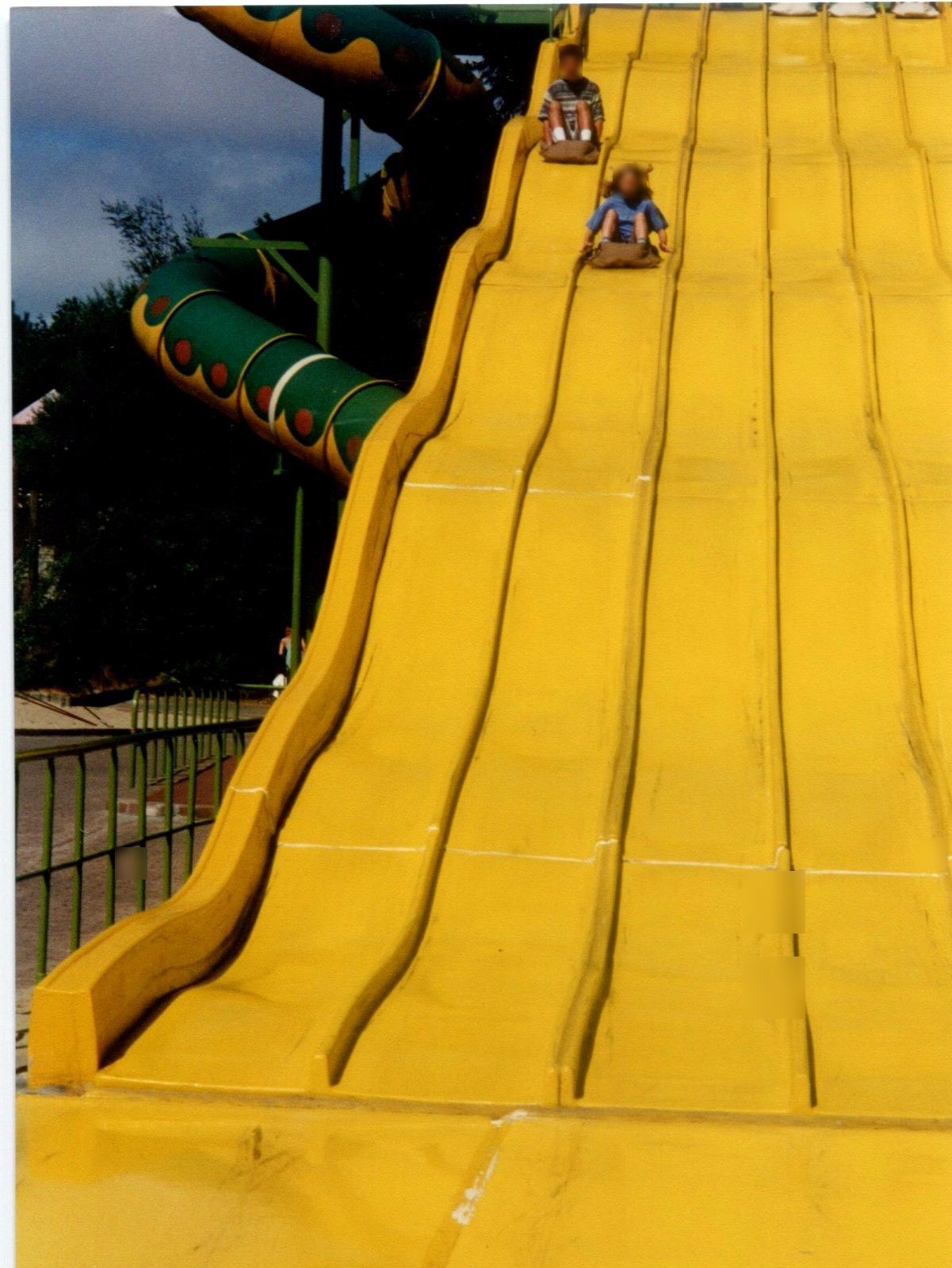
Glijbaan
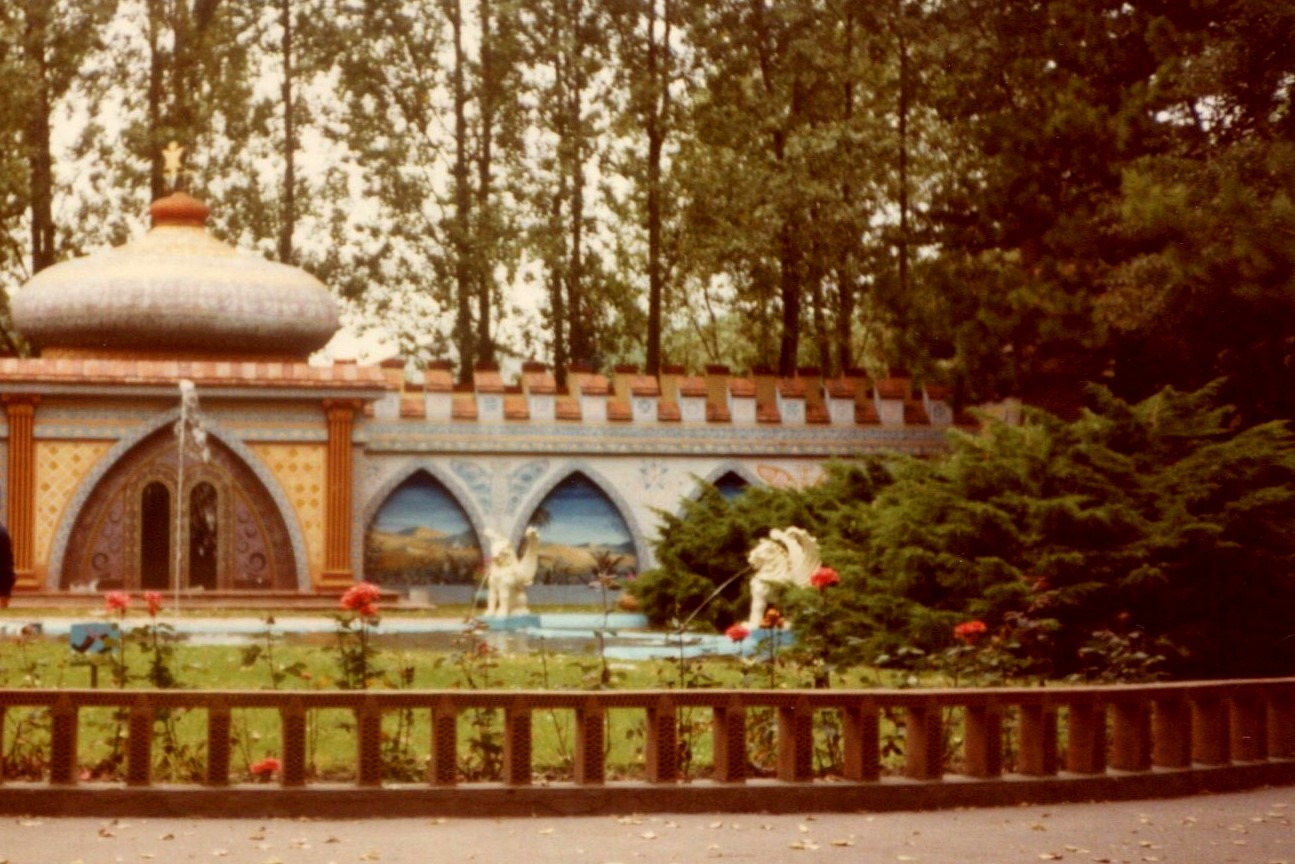
Pays des Contes de Fées
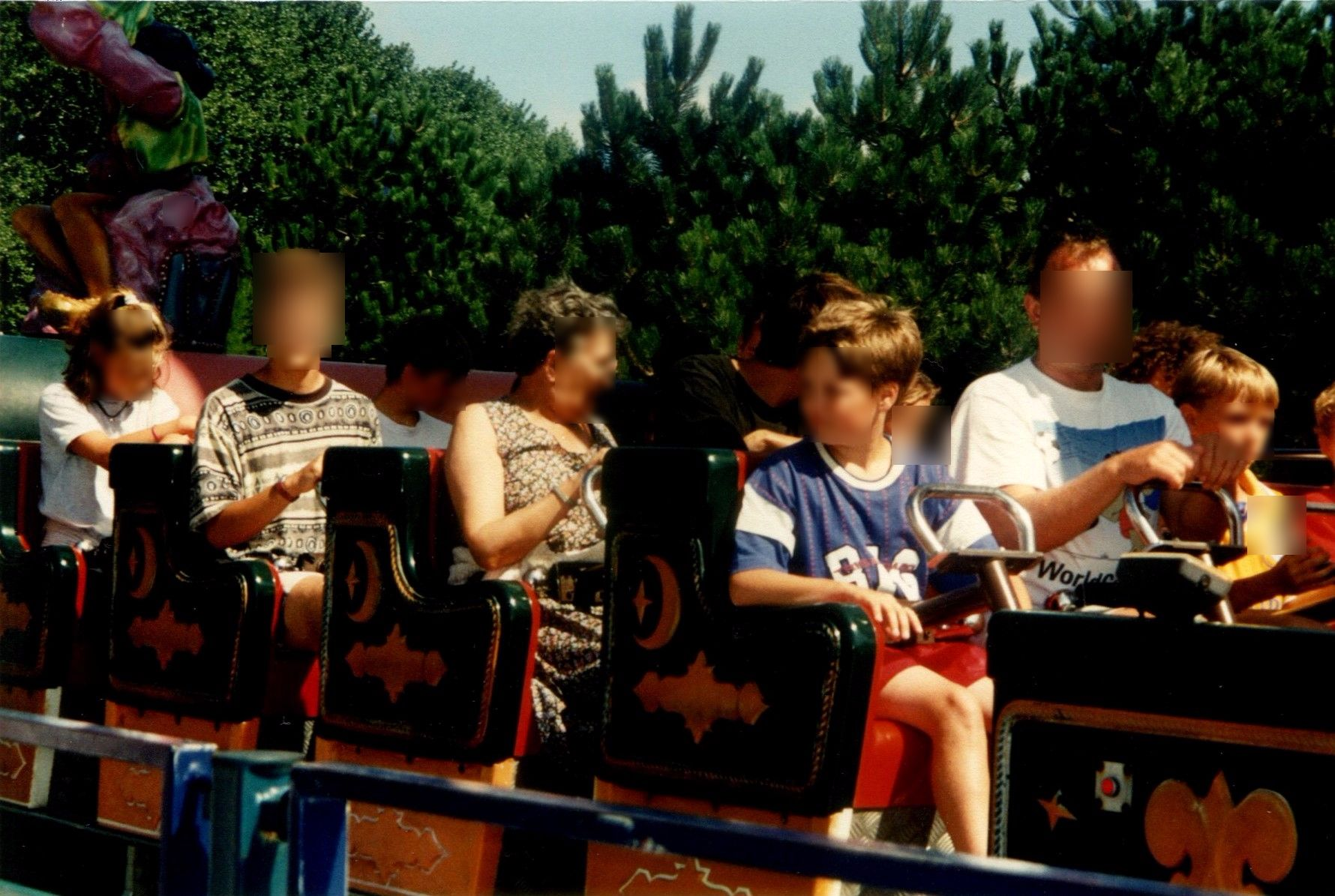
Tapis volant « Djinn »
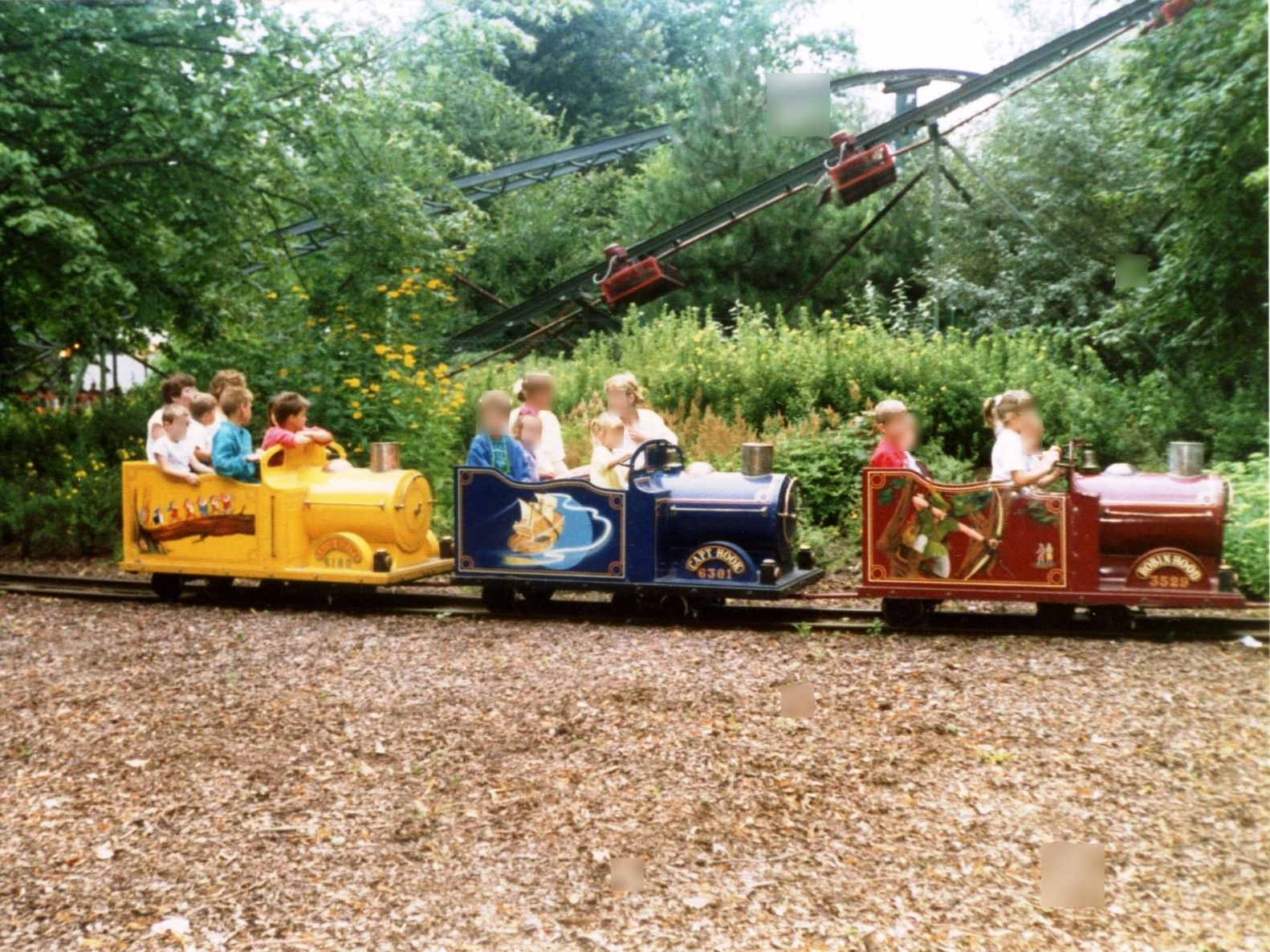
Tuf Tuf
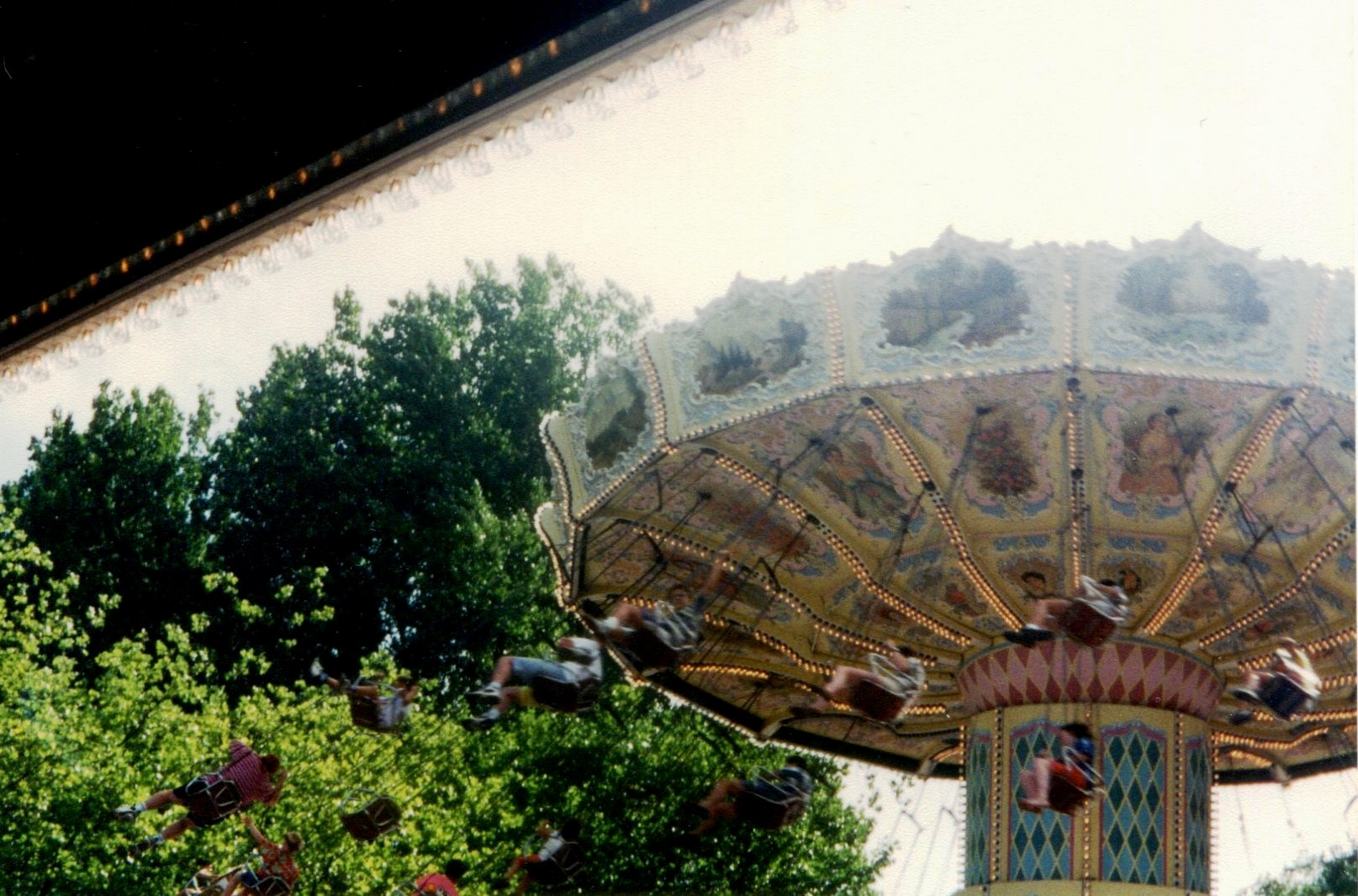
Wienerwalz

## Galerie

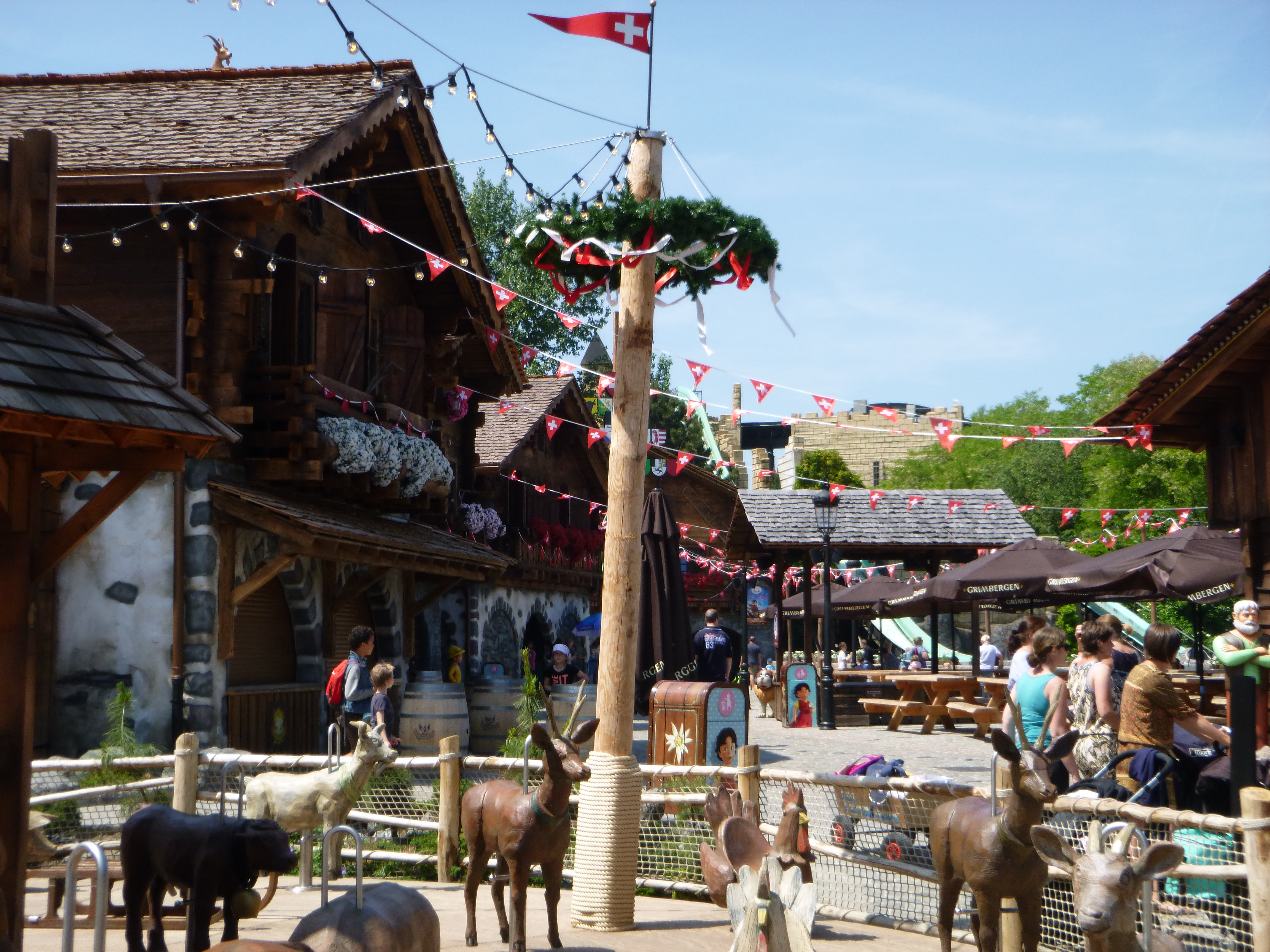
Heidiland
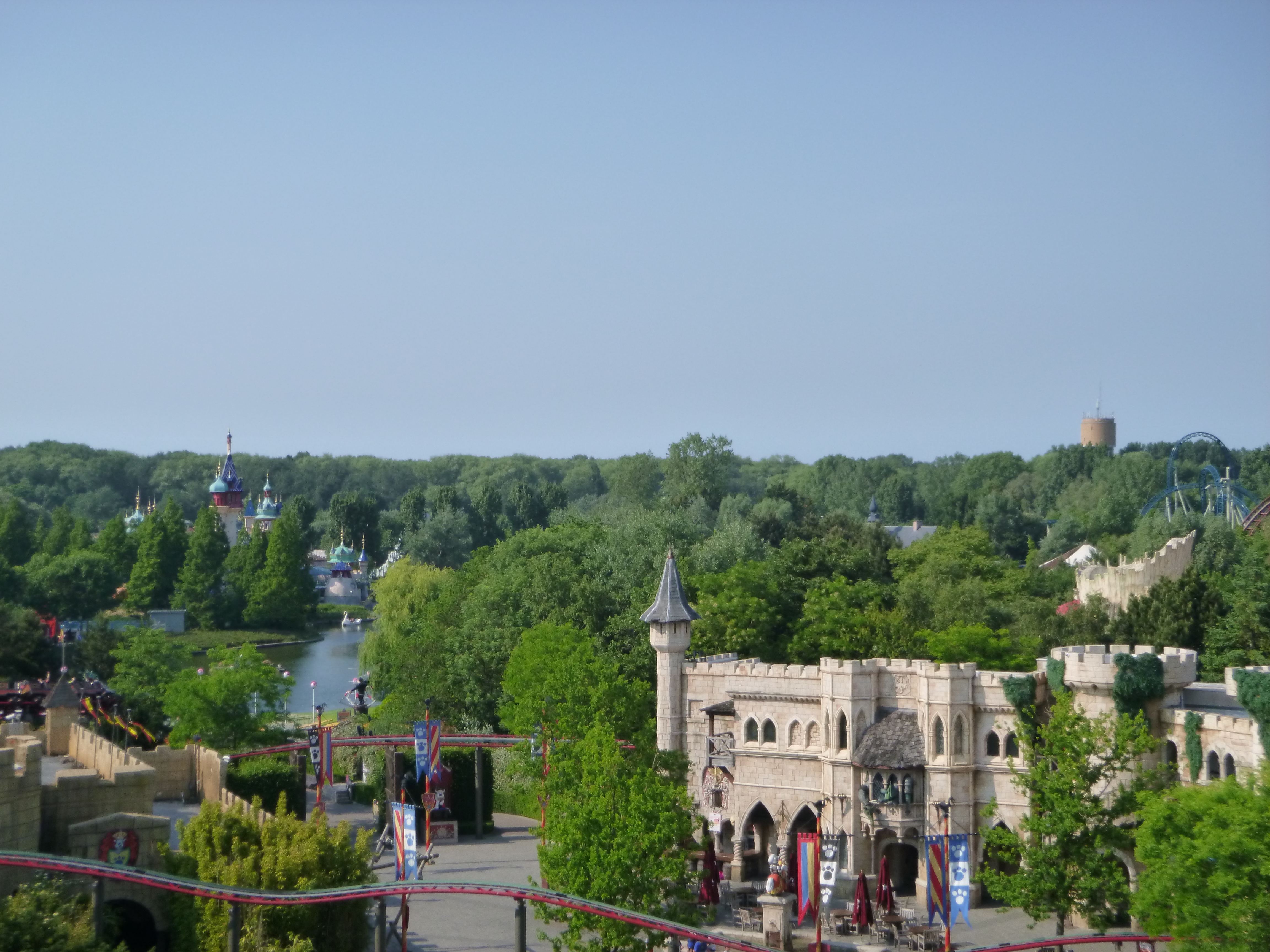
Vue aérienne.
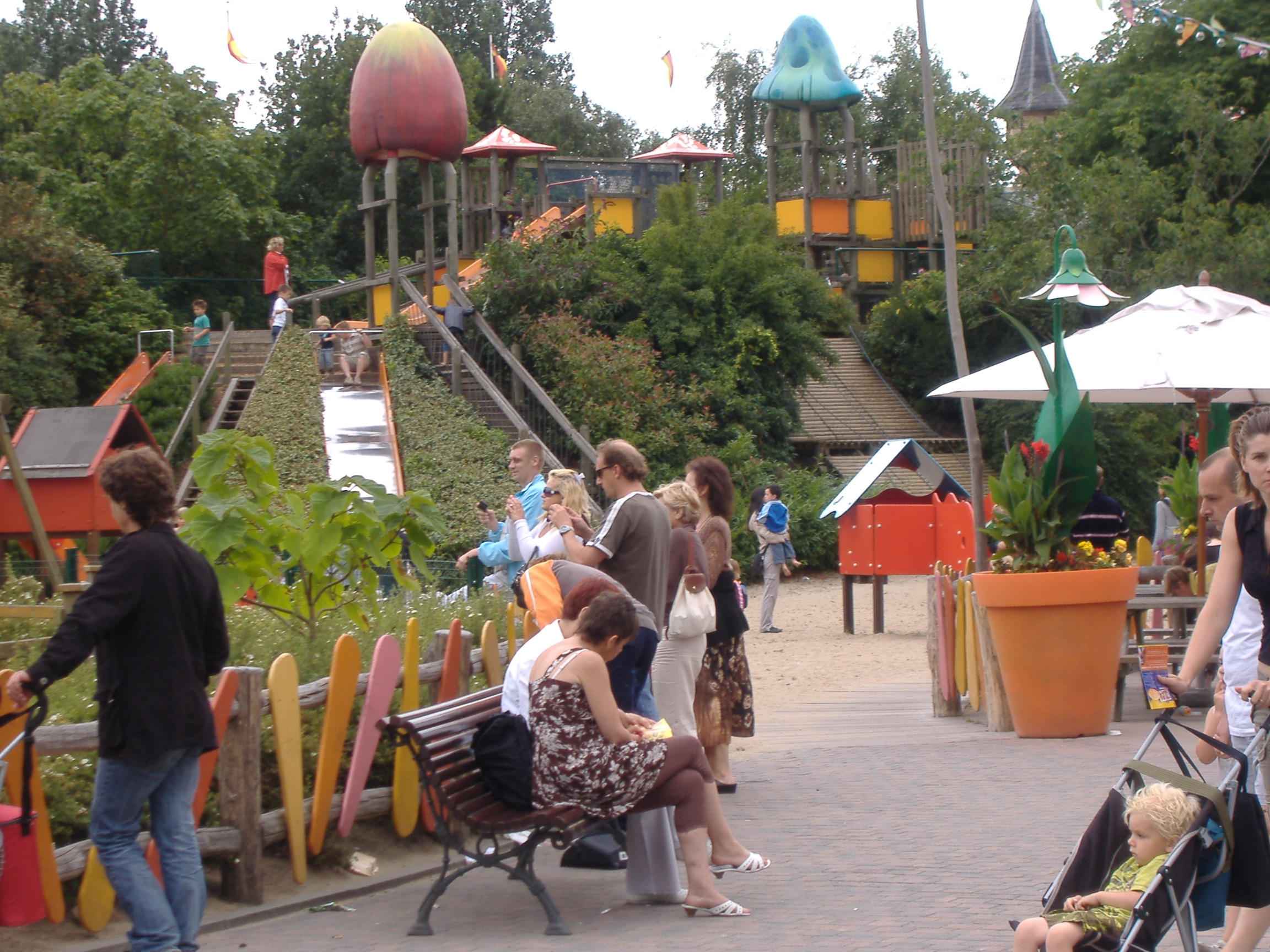
Le Jardin de Plop.
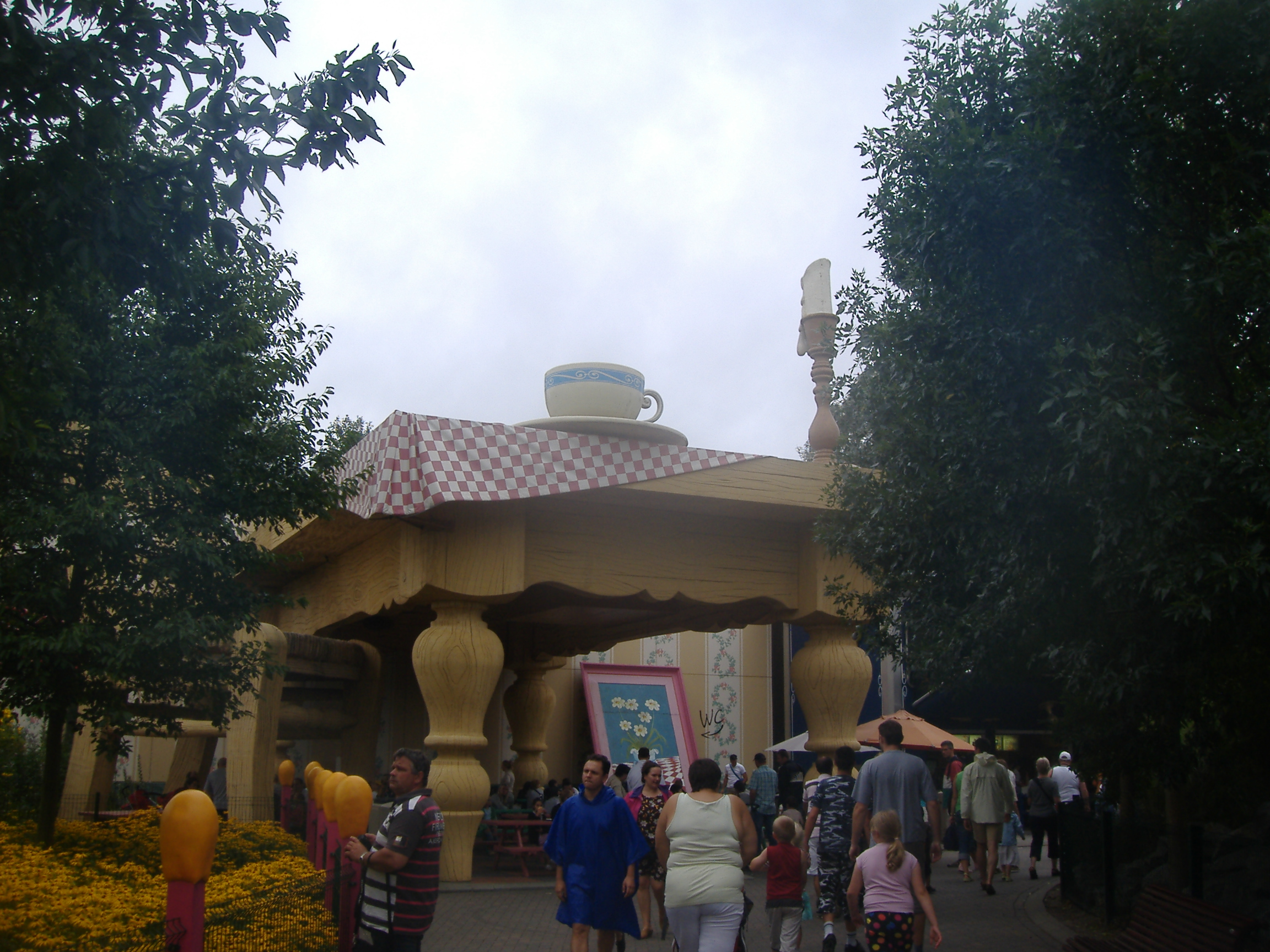
Les décors.
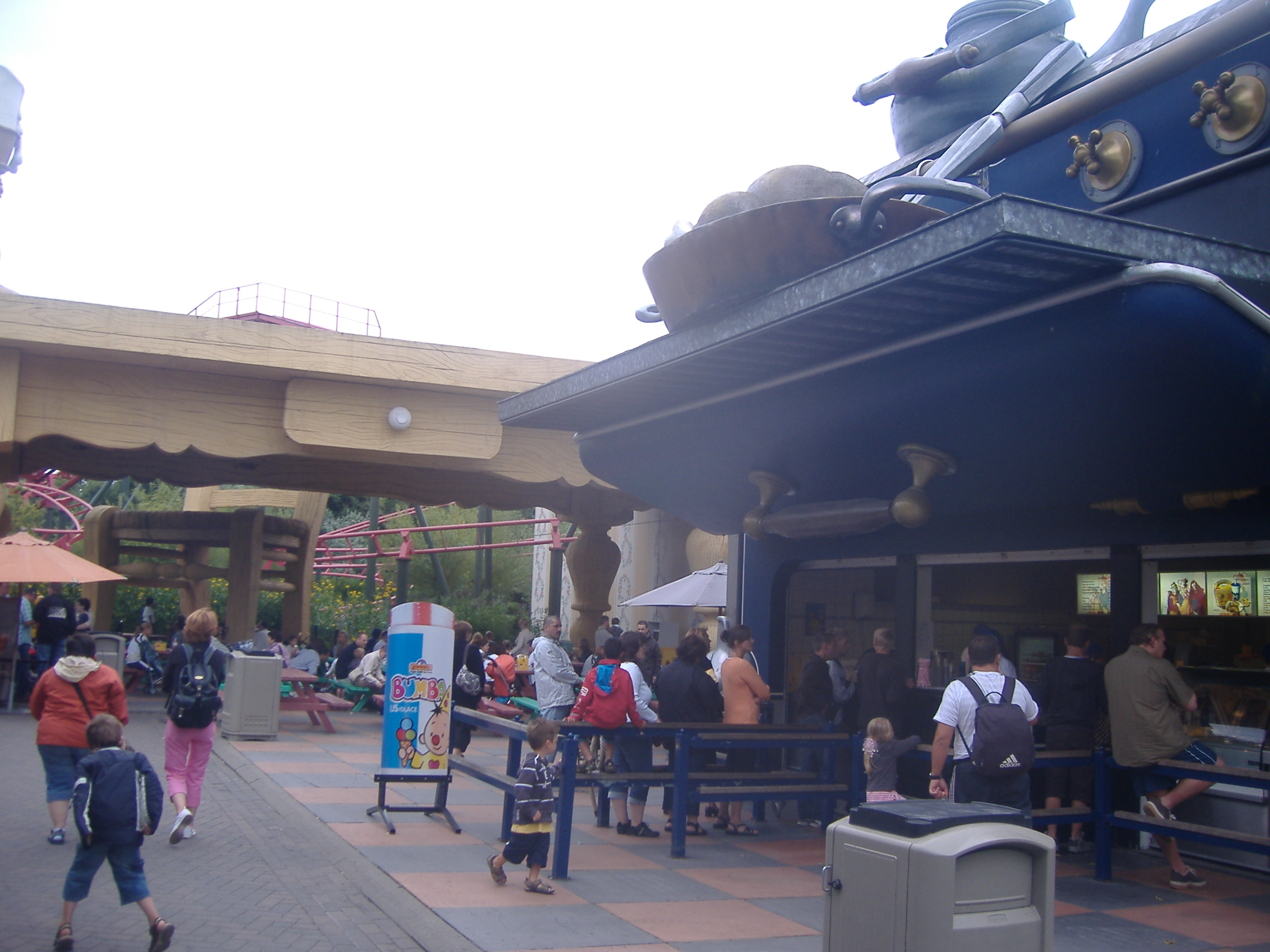
Les décors.
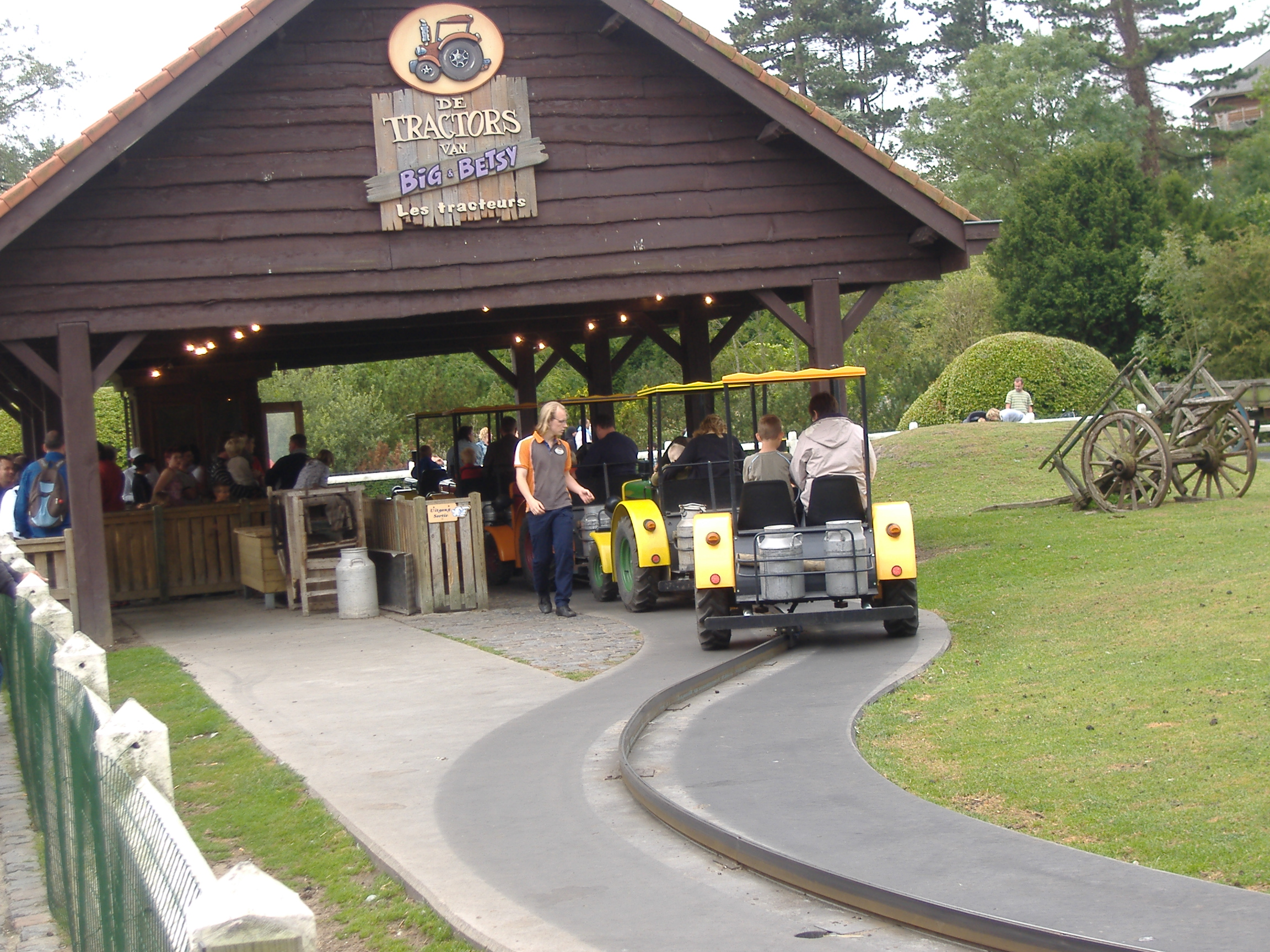
Les tracteurs de Big & Betsy.
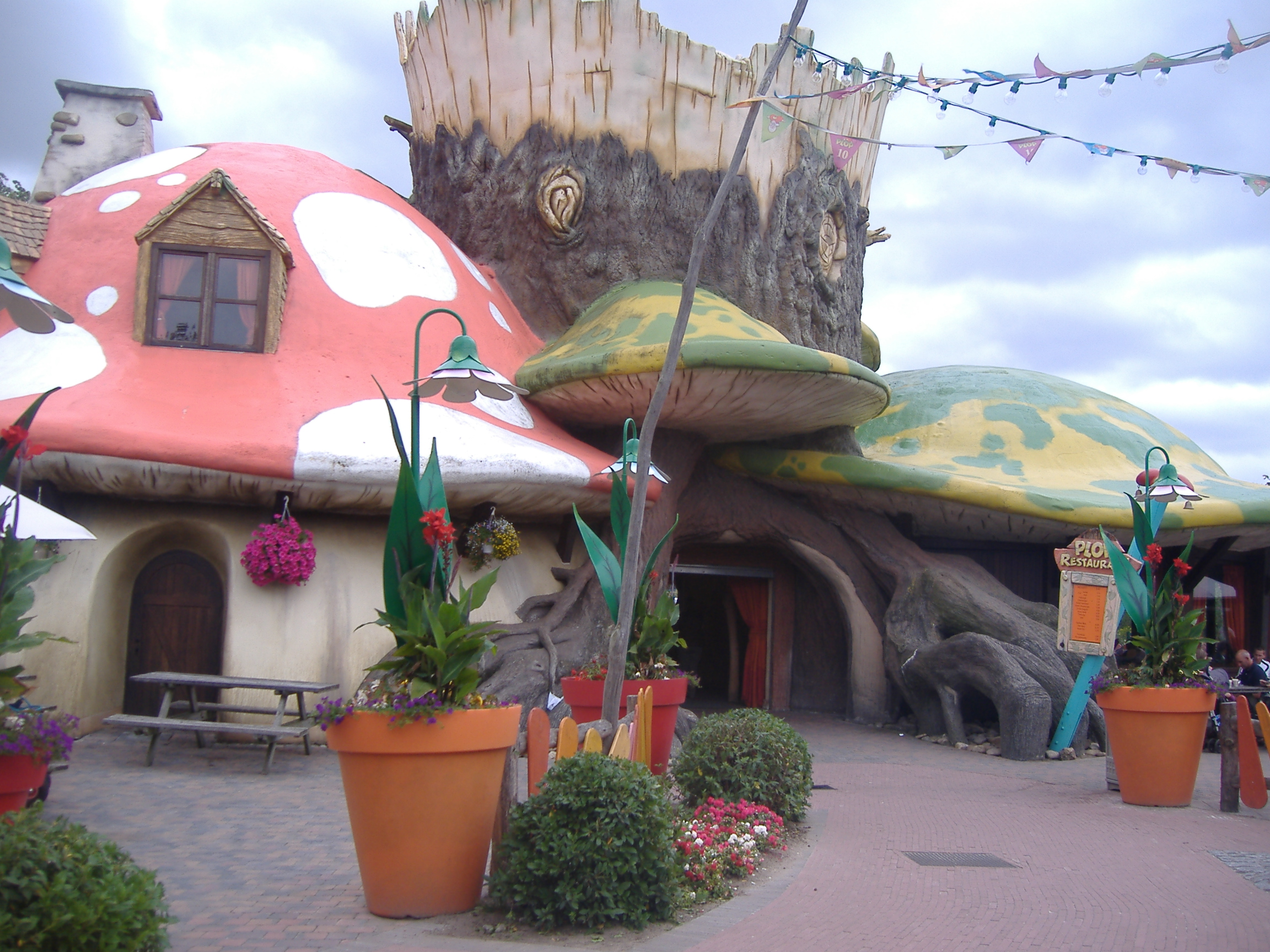
Restaurant Plop Hamburger.
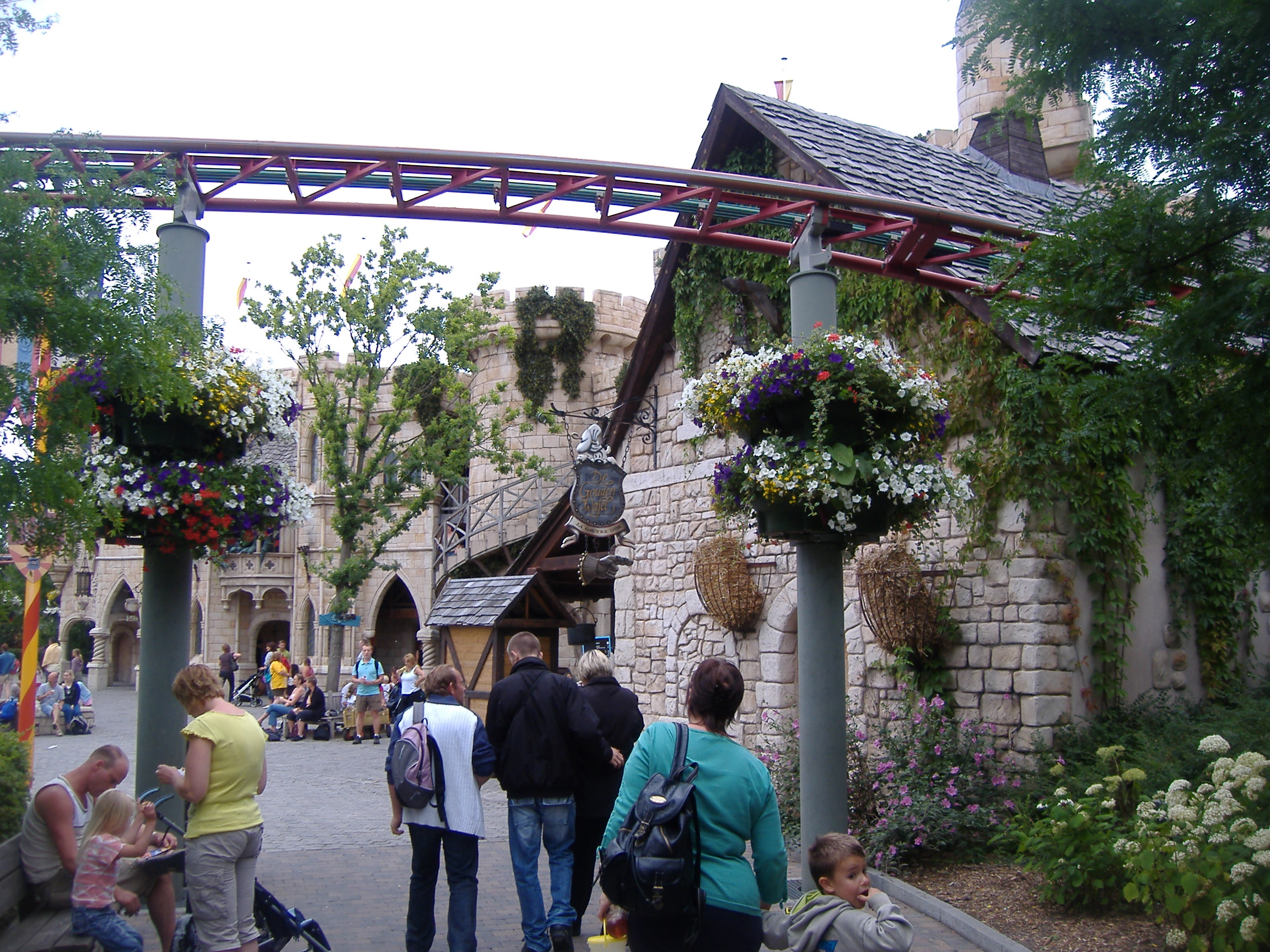
Vue générale du parc.
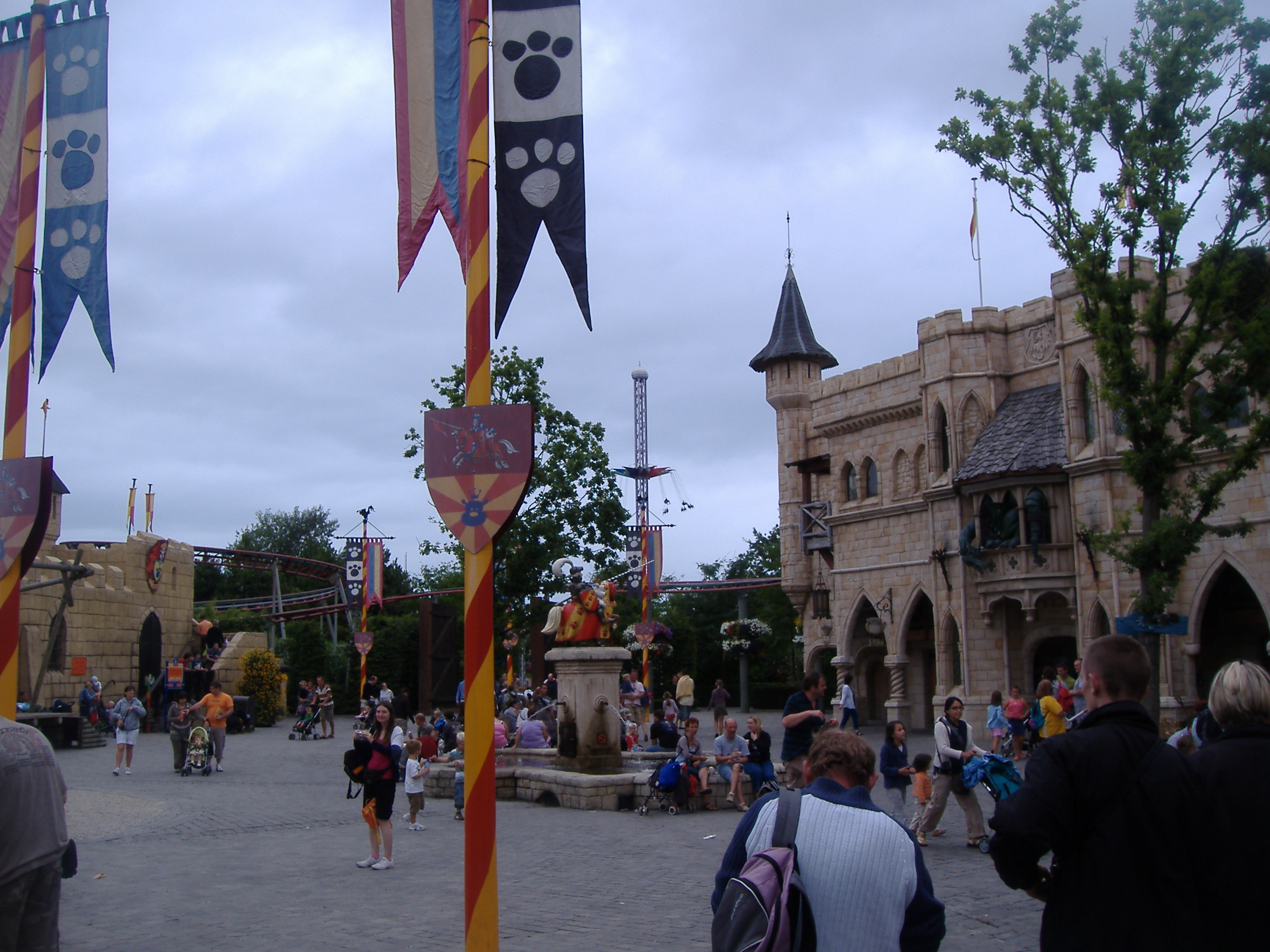
Vue générale du parc.